# Secolul al XII-lea î.Hr.
(Secolul al XIII-lea î.Hr. - Secolul al XII-lea î.Hr. - Secolul al XI-lea î.Hr. - Secolul al X-lea î.Hr. - Secolul al IX-lea î.Hr. - Secolul al VIII-lea î.Hr. - Secolul al VII-lea î.Hr. - alte secole)
Deși multe dintre societățile umane au fost alfabetizate în această perioadă, unele dintre personalități și evenimente menționate mai jos pot fi considerate legendare și nicidecum istorice.

## Hărți

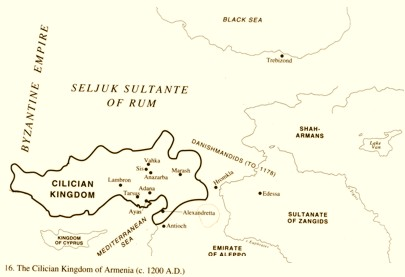

## Evenimente
- 1197 î.Hr. : începutul primei perioade (1197 î.Hr. - 982 î.Hr.), de către Sau Yung care concepe "I Ching"
- 1197 î.Hr. : Ramses al III-lea al Egiptului respinge atacurile de invadatori din nord.
- 1194 î.Hr. : începutul legendarului război troian.
- 1192 î.Hr. : Wu Ding, regele din dinastia Shang a murit.
- 1191 î.Hr. : Menestheus, legendarul rege al Atenei, moare în timpul războiului troian, după o domnie de 23 de ani și este succedat de nepotul lui, Demophon, un fiu al lui Tezeu.
- 1186 î.Hr. : Sfârșitul dinastiei a XIX-a Egiptului, începe dinastia a XX-lea.
- 24 aprilie 1184 î.Hr. : data tradițională pentru căderea Troiei, în războiul dintre Asia Mică și Micene și aliații lor.
- 1180 î.Hr. : Ultimul rege Kassit, Anllil-Nadin-akhe, este învins de elamiți
- 1180 î.Hr. : Hitiții își pierd puterea în Anatolia, cu distrugerea capitalei lor, Hattusa.
- 16 aprilie 1178 î.Hr. : O eclipsă de soare poate marca revenirea lui Ulise, legendarul rege din Ithaca, la împărăția lui, după războiul troian.
- 1160 î.Hr. : Moartea faraonului Ramses V de variolă.
- 1159 î.Hr. : Erupția vulcanului Hekla 3 declanșează o perioadă de 18 ani de schimbări climatice.
- 1154 î.Hr. : Moartea regelui Menelau de Sparta
- 1154 î.Hr. : Sinuciderea din exil a Reginei Elena a Spartei la Rhodos.
- C. 1150 î.Hr. : Sfârșitul statului egiptean în Palestina. Ramses VI, ultimul faraon recunoscut.
- 1147 î.Hr. : Demophon, legendarul rege al Atenei și veteran al războiului troian, moare după o domnie de 33 de ani și este succedat de fiul său, Oxyntes.
- 1137 î.Hr. : Ramses VII începe domnia sa ca al șaselea faraon a XX-lea dinastie de Egipt.
- 1135 î.Hr. : Oxyntes, legendarul rege al Atenei, moare după o domnie de 12 ani și este succedat de fiul său mai mare, Apheidas.
- 1134 î.Hr. : Apheidas, legendarul rege al Atenei, este asasinat și este succedat de Thymoetes
- 1126 î.Hr. : Thymoetes, legendarul rege al Atenei, moare fără copii, după o domnie de 8 ani. El este urmat de către moștenitorul său desemnat, Melanthus de Pylos
- 1122 î.Hr. : Fondarea orașului coreean Phenian.
- C. 1120 î.Hr. : distrugerea Troiei - dată alternativă
- 1115 î.Hr. : Tiglath-Pileser I devine rege al Asiriei.
- 1110 î.Hr. : Cadiz (Gadir) este fondat de fenicieni, în sud-vestul Spaniei.
- 1100 î.Hr. : Tiglath-Pileser I al Asiriei cucereste Hetei.
- C. 1100 î.Hr. : Dorienii invadează Grecia.
- C. 1100 î.Hr. : cultura proto-Villanovan în nordul Italiei.
- C. 1100 î.Hr. : civilizația miceniană se încheie. Începe perioada arhaică a Greciei.
- C. 1100 î.Hr. : Regatul Nou din Egipt ajunge la capăt.
- invadatorii elamiți capturează comorile de artă din Mesopotamia, și le transportează în Susa.

## Oameni importanți
- Amenemses, faraon al celei de-a XIX dinastii egiptene
- Ramses III - faraon egiptean
- Nebuchadnezzar I - regele Babilonului

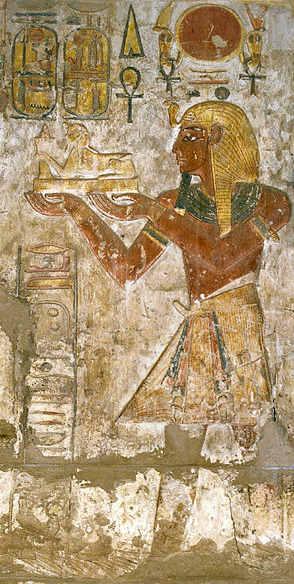
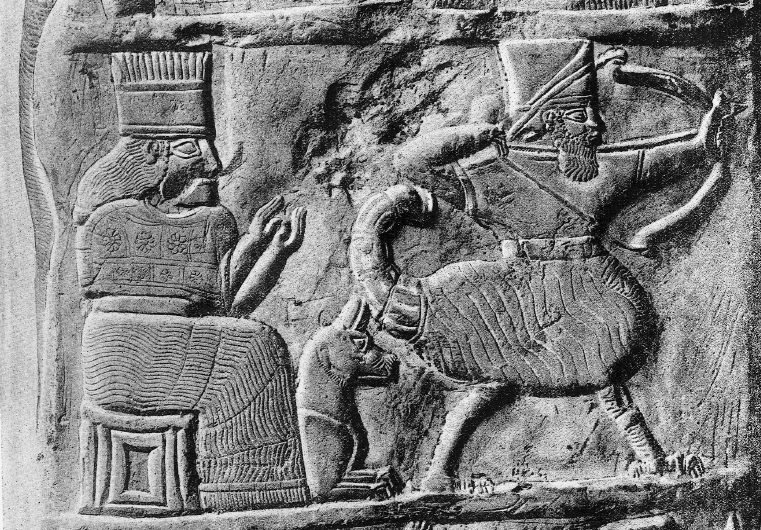
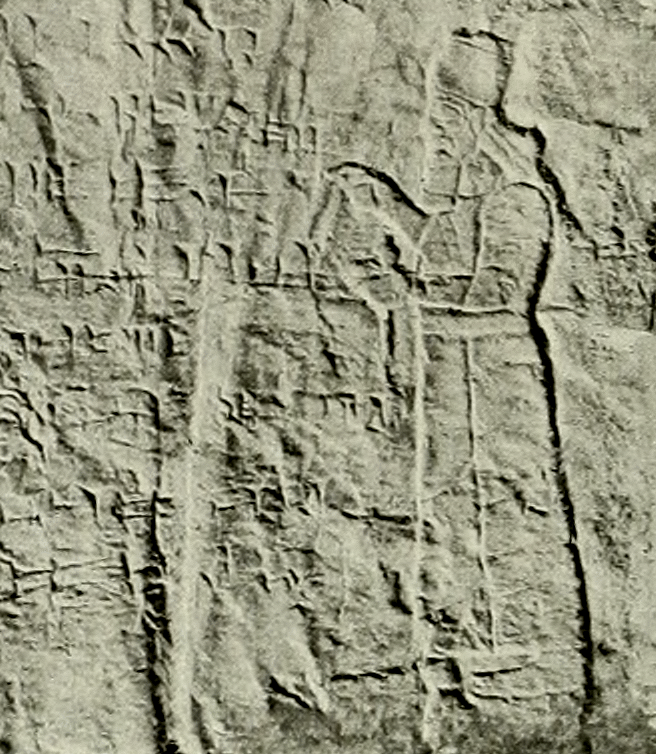

- Tiglath-Pileser I - rege asirian

## Galerie

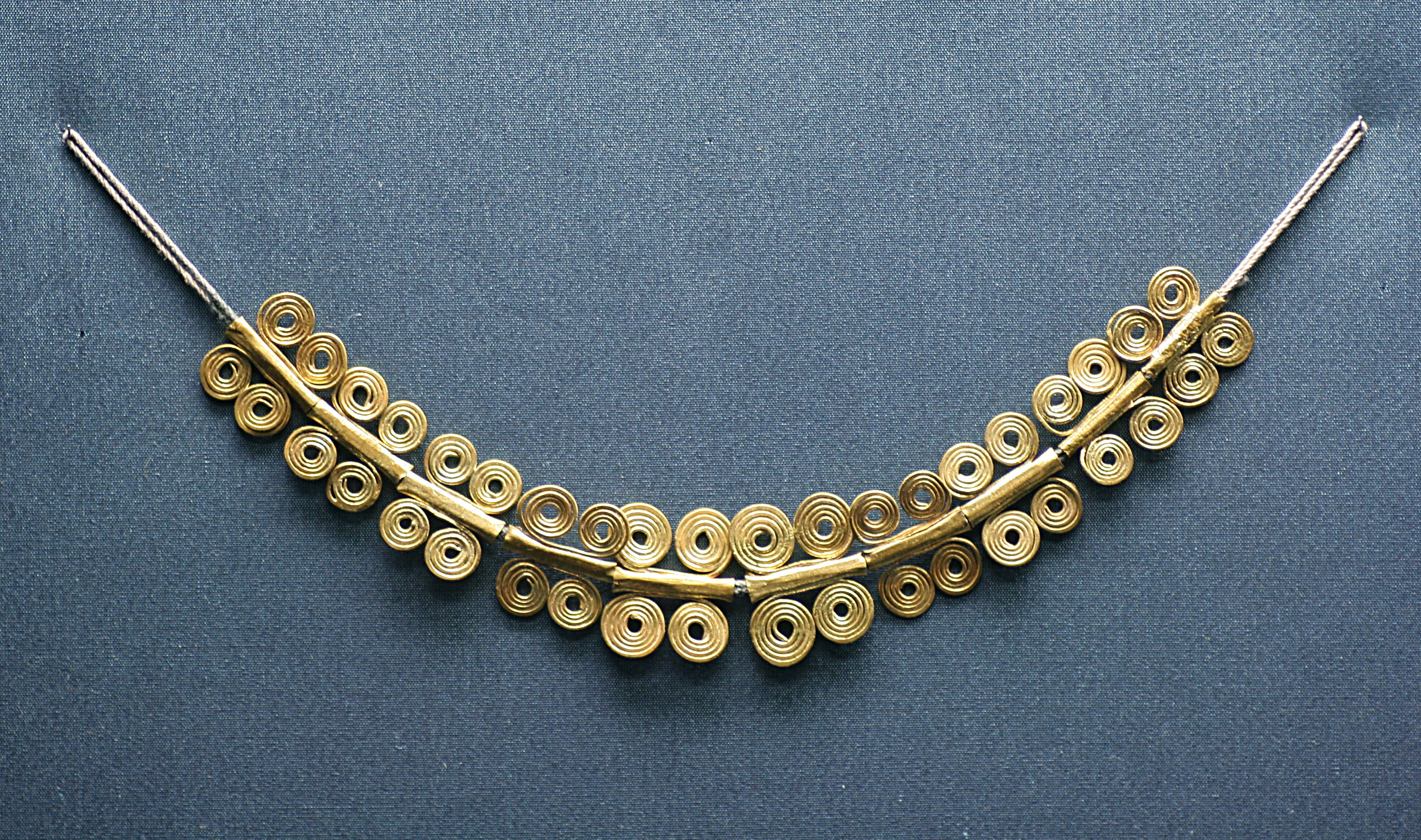
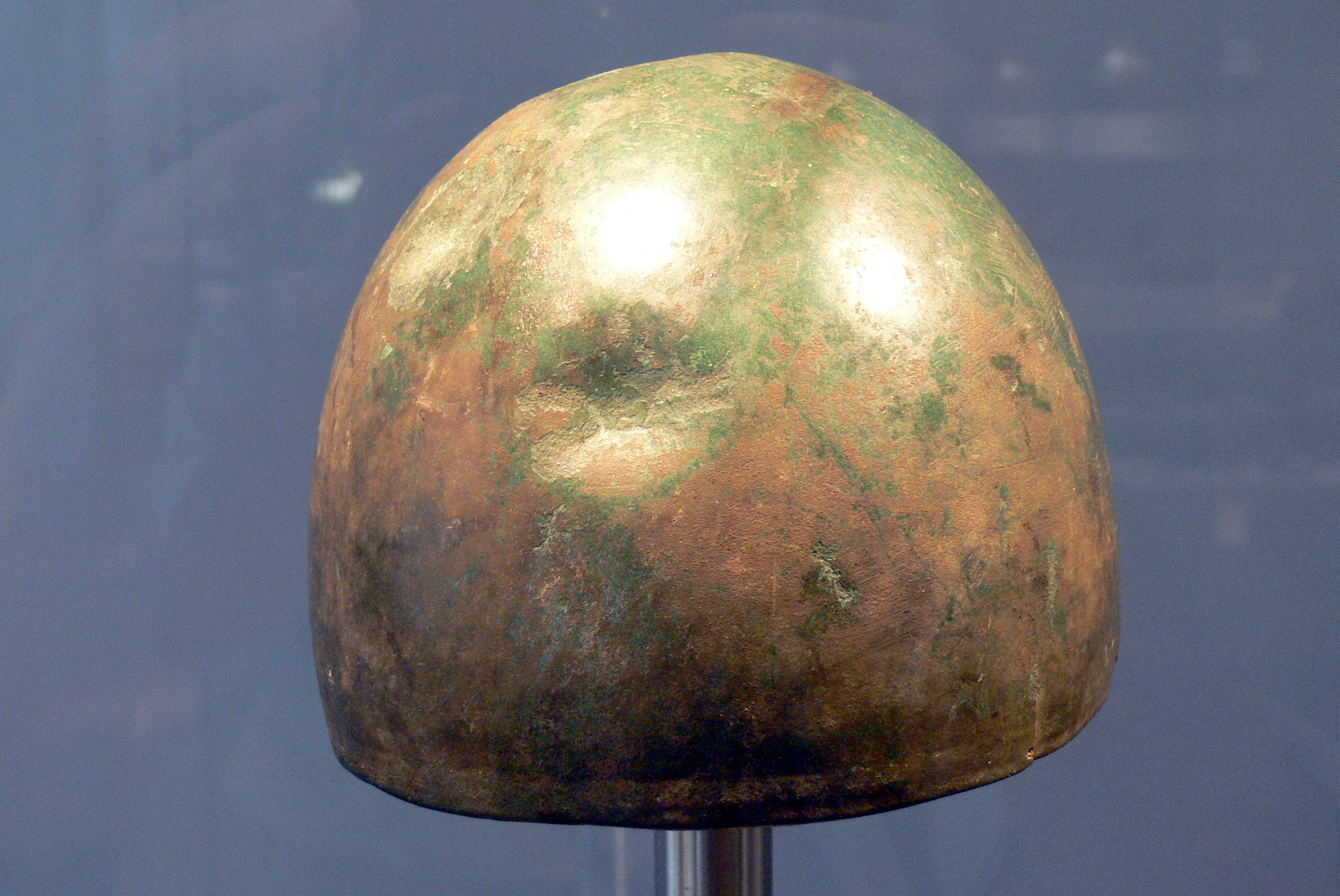
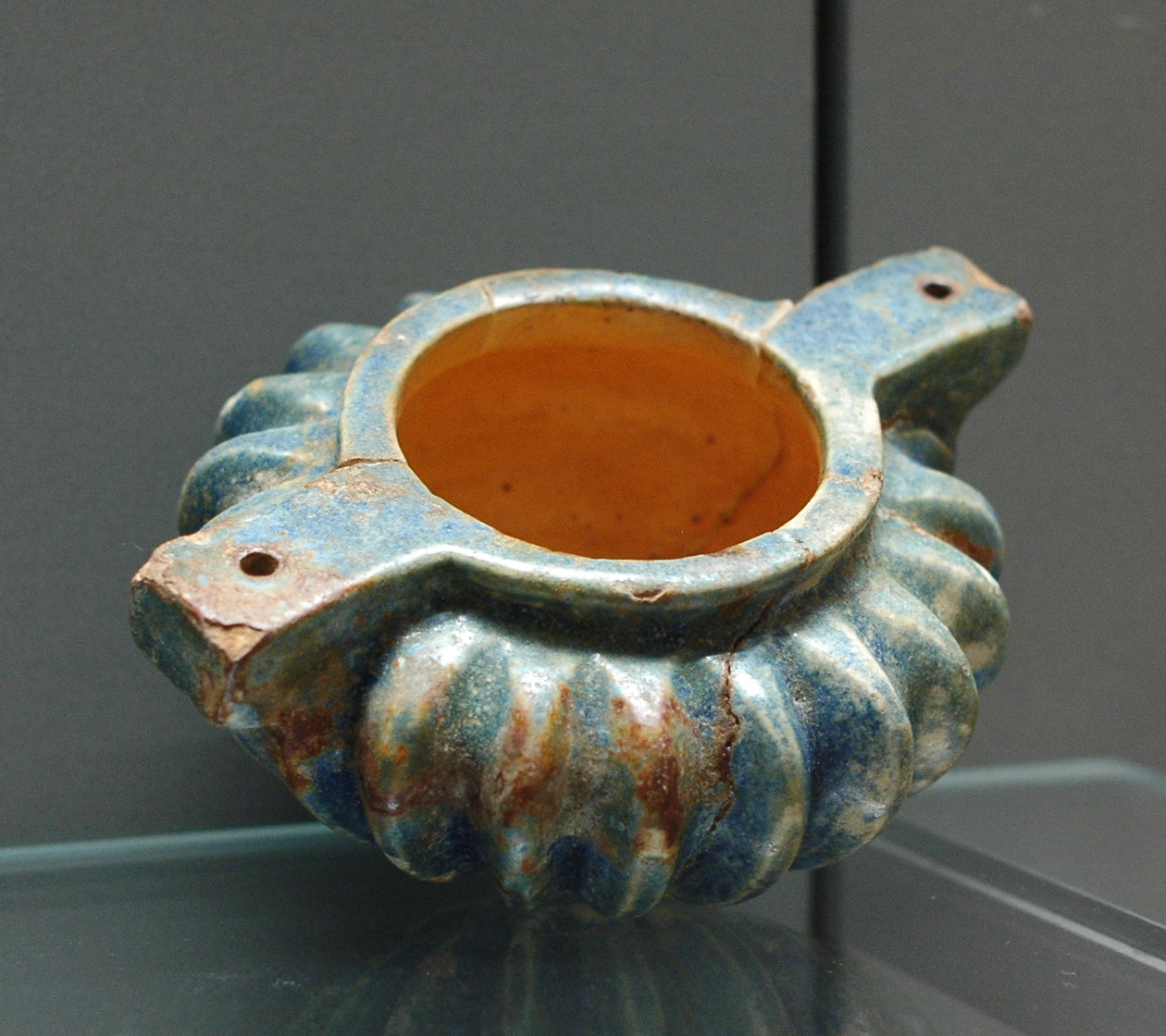
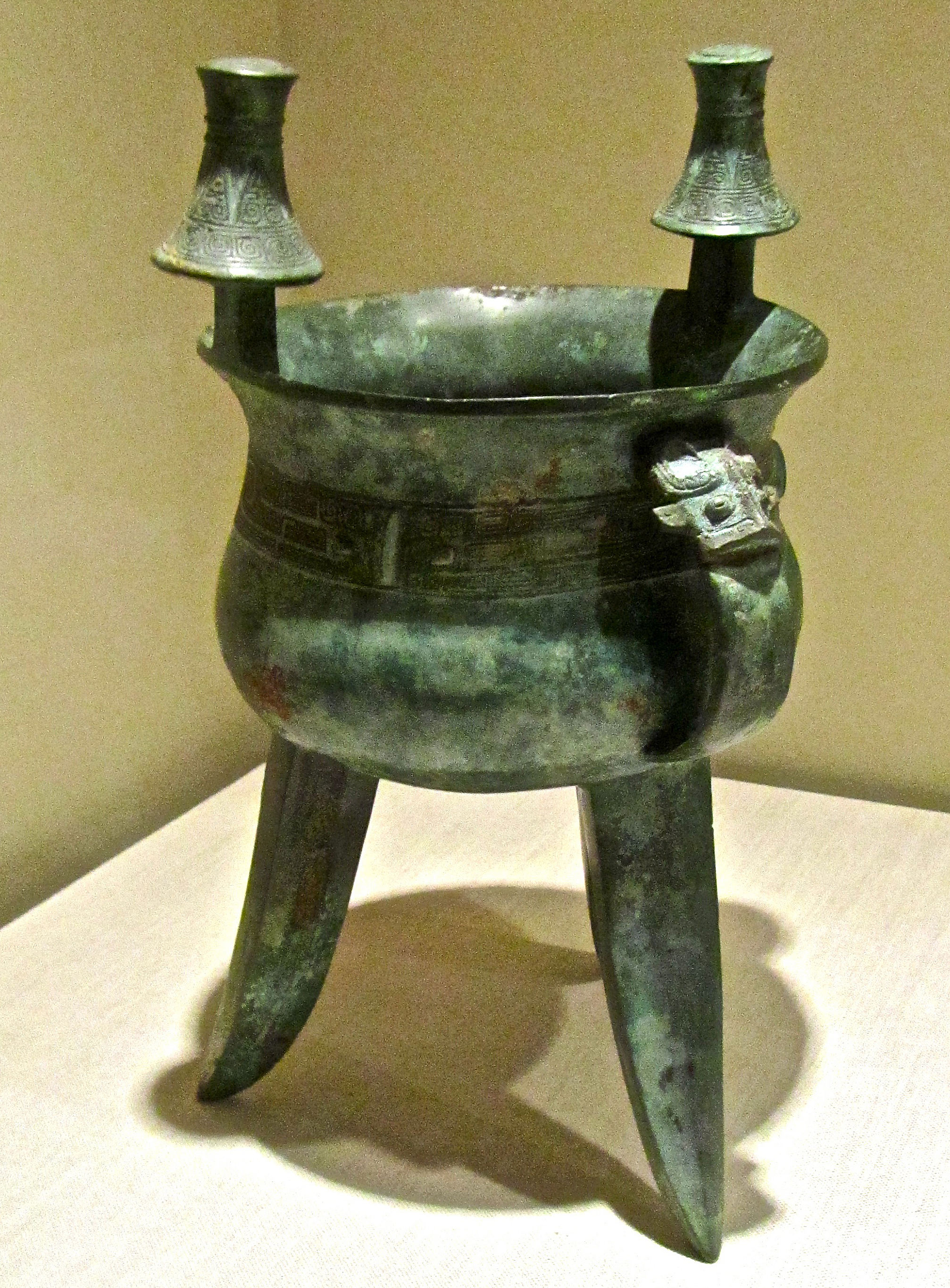
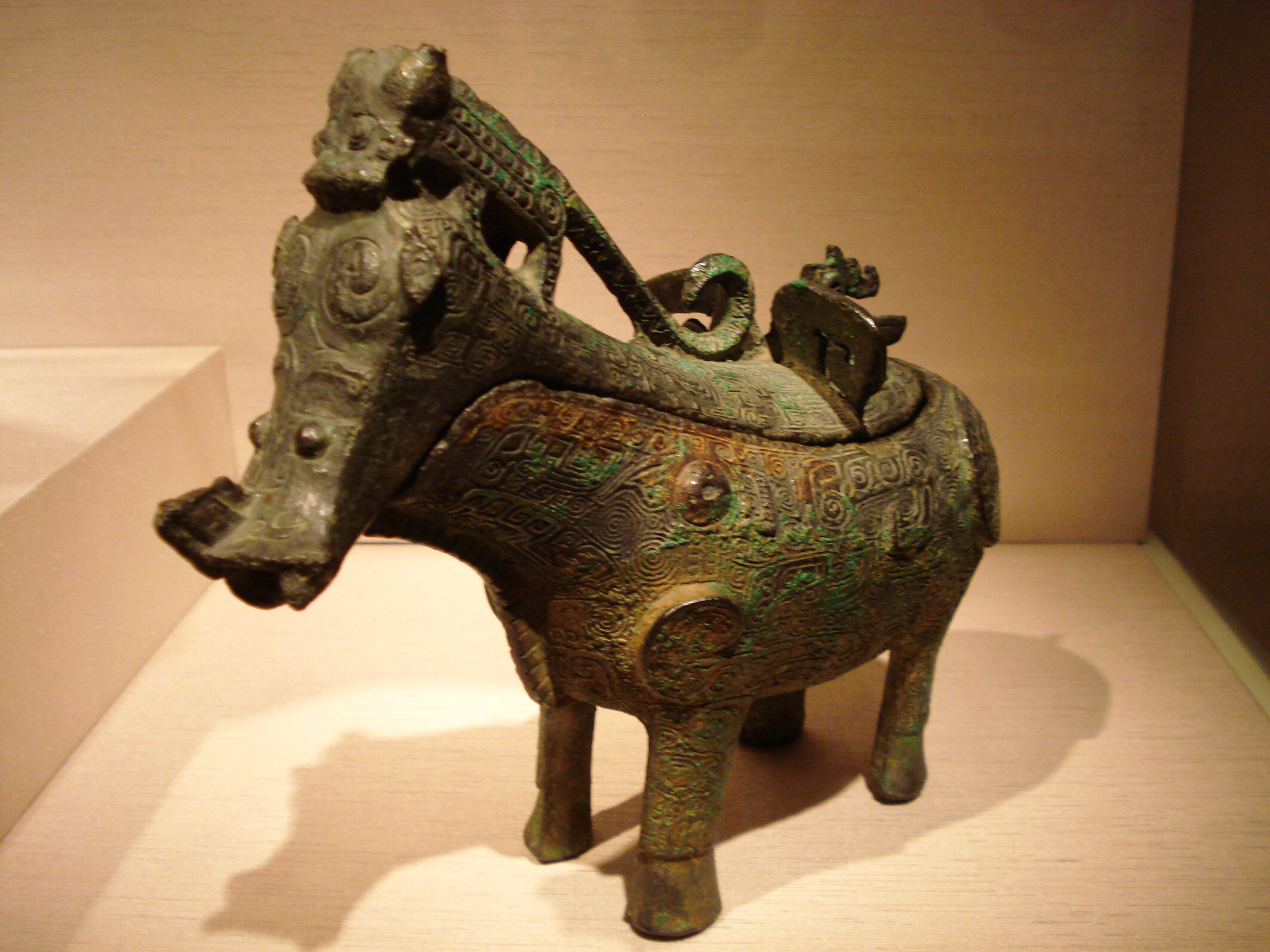
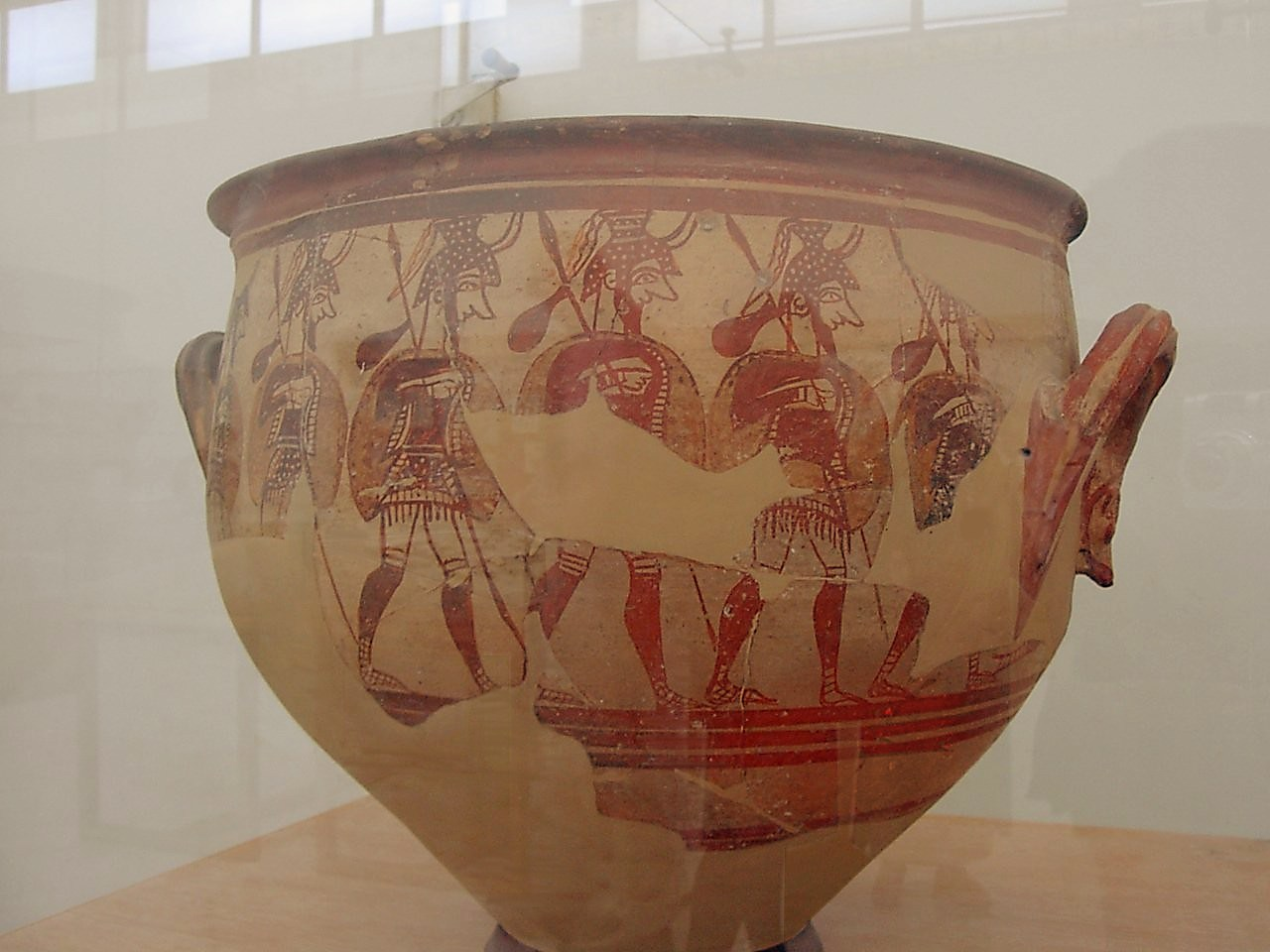
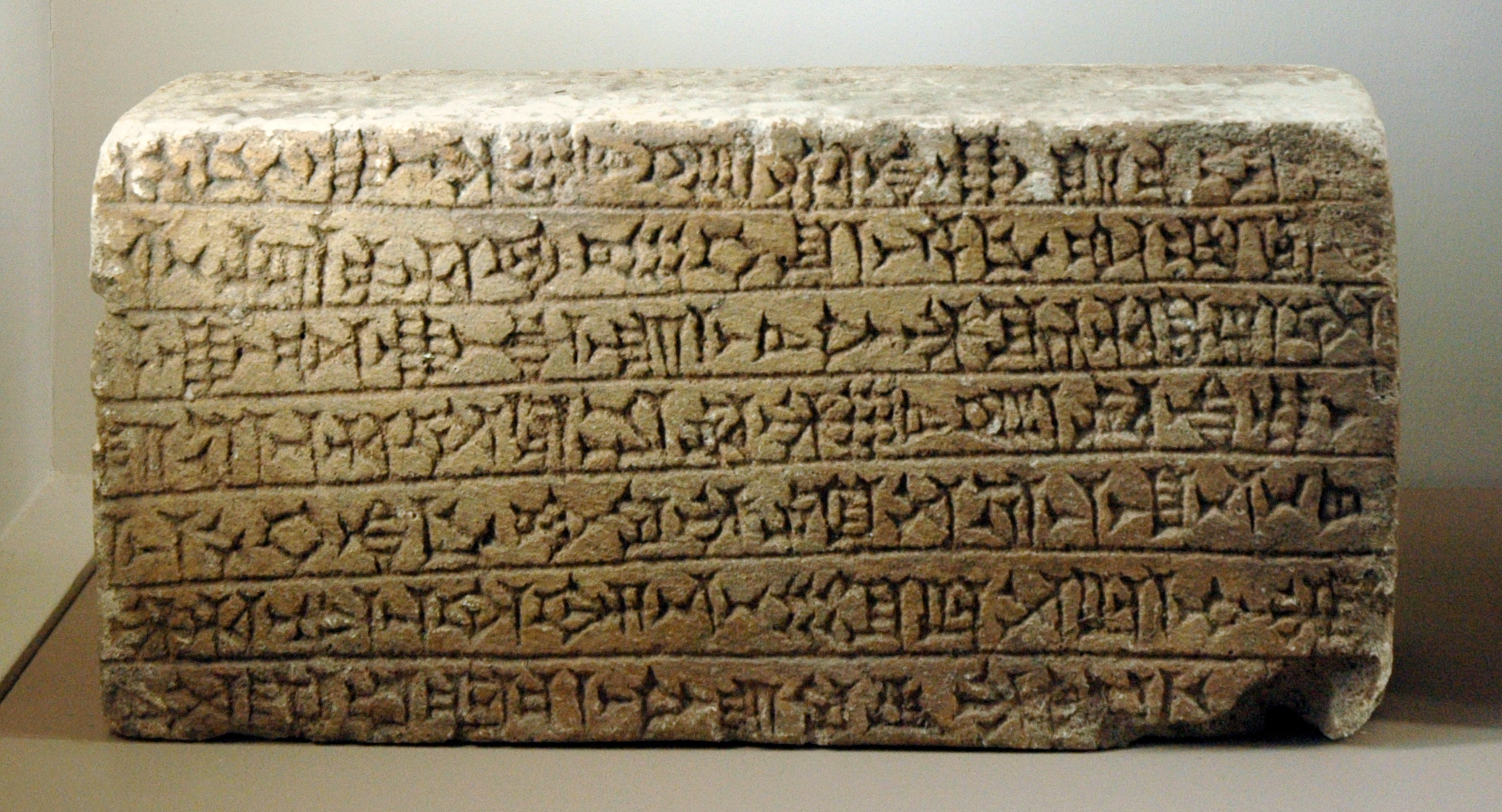
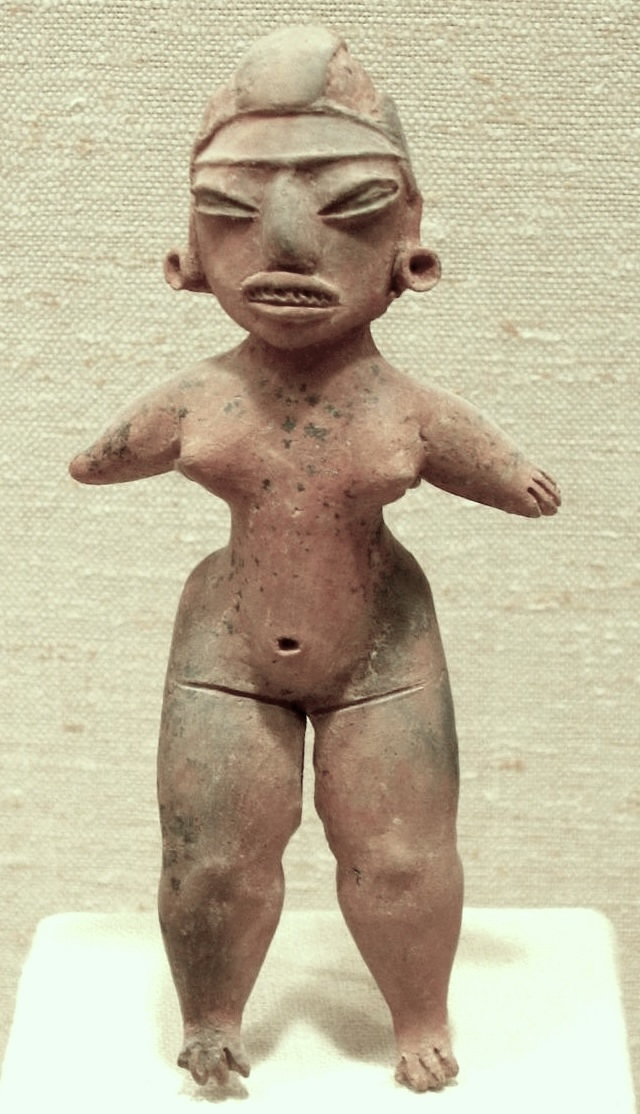
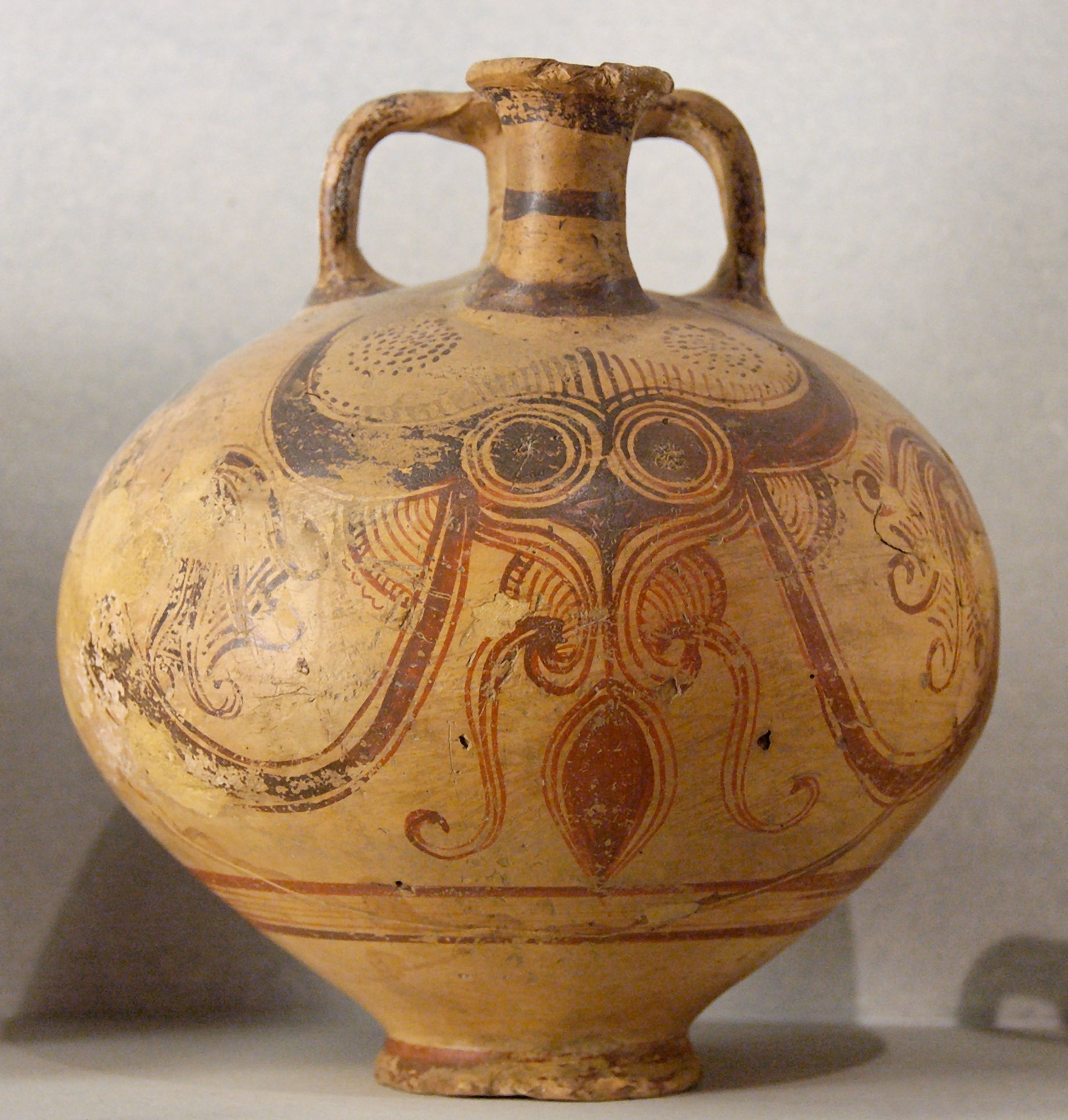
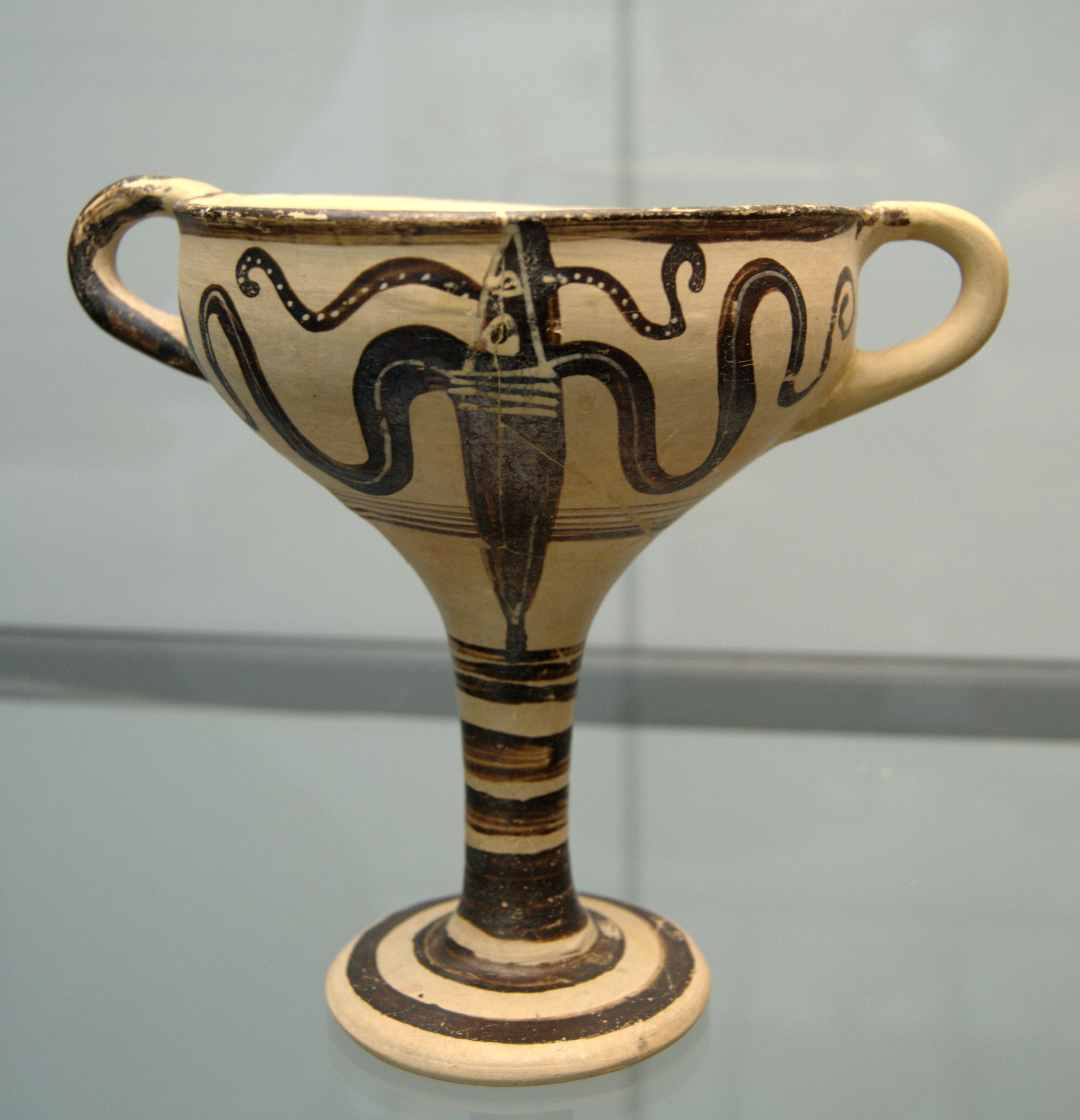
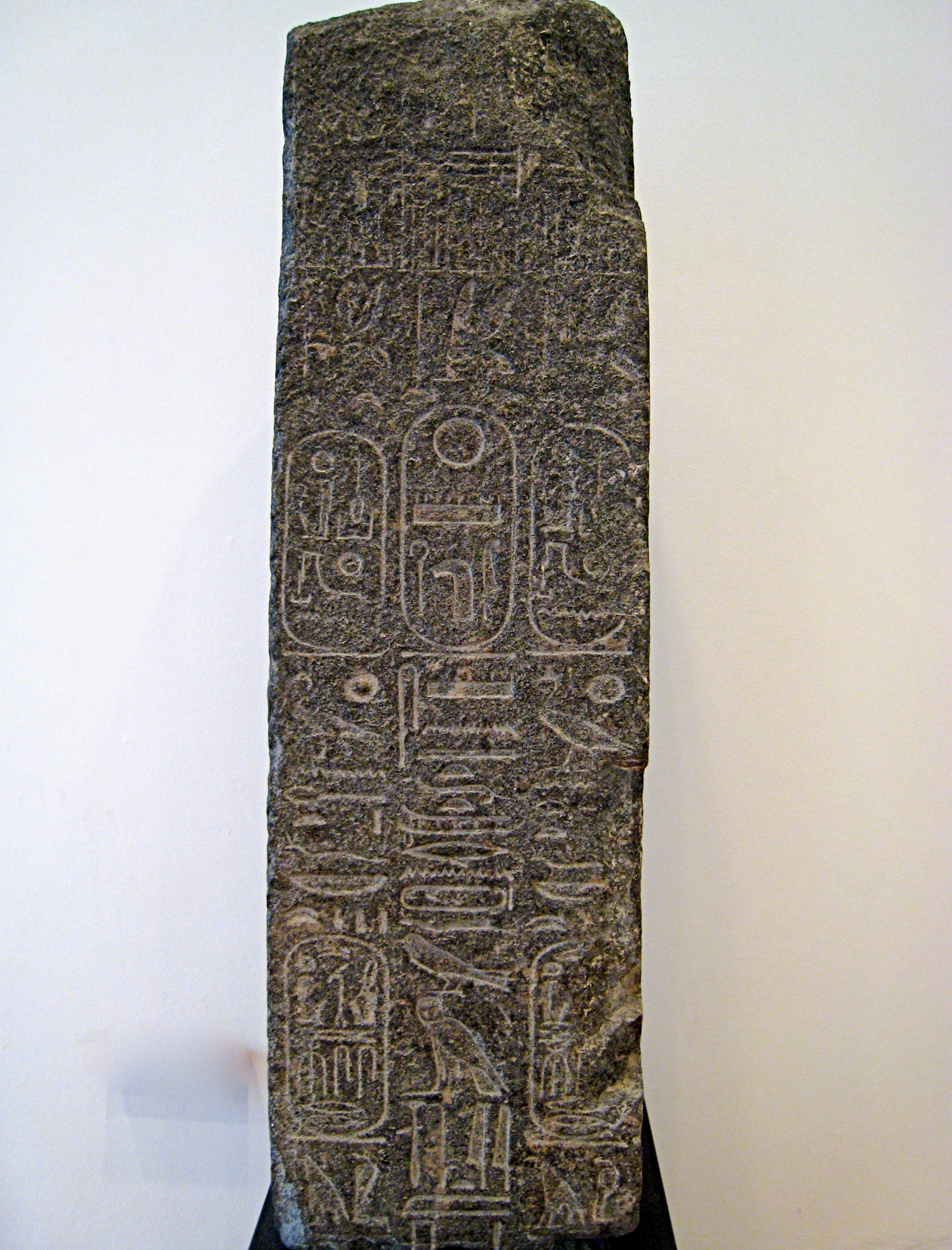
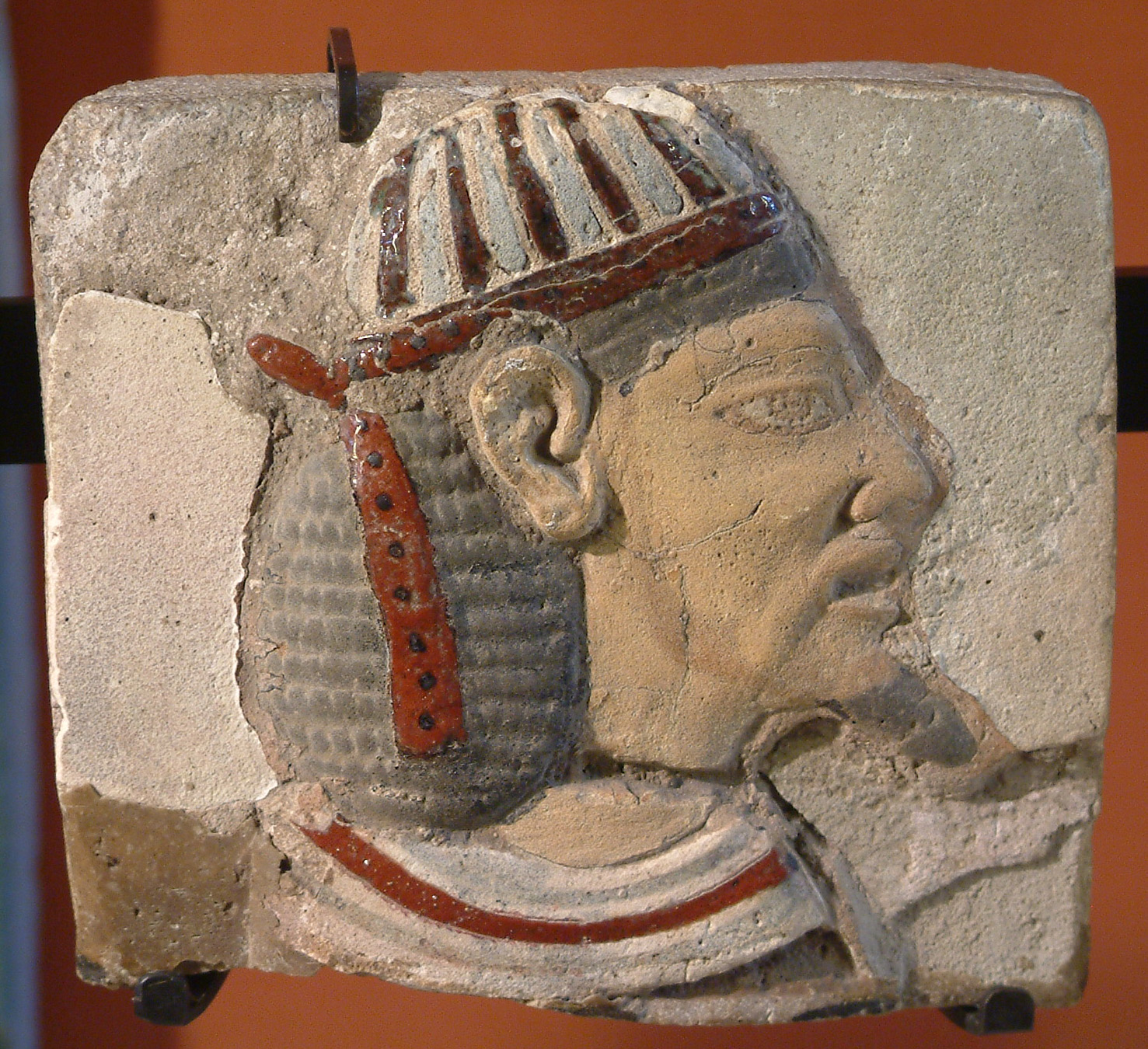
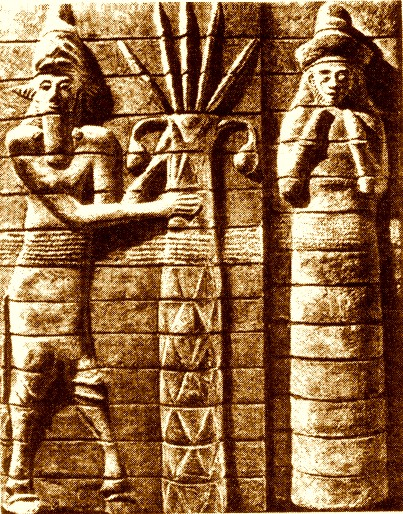
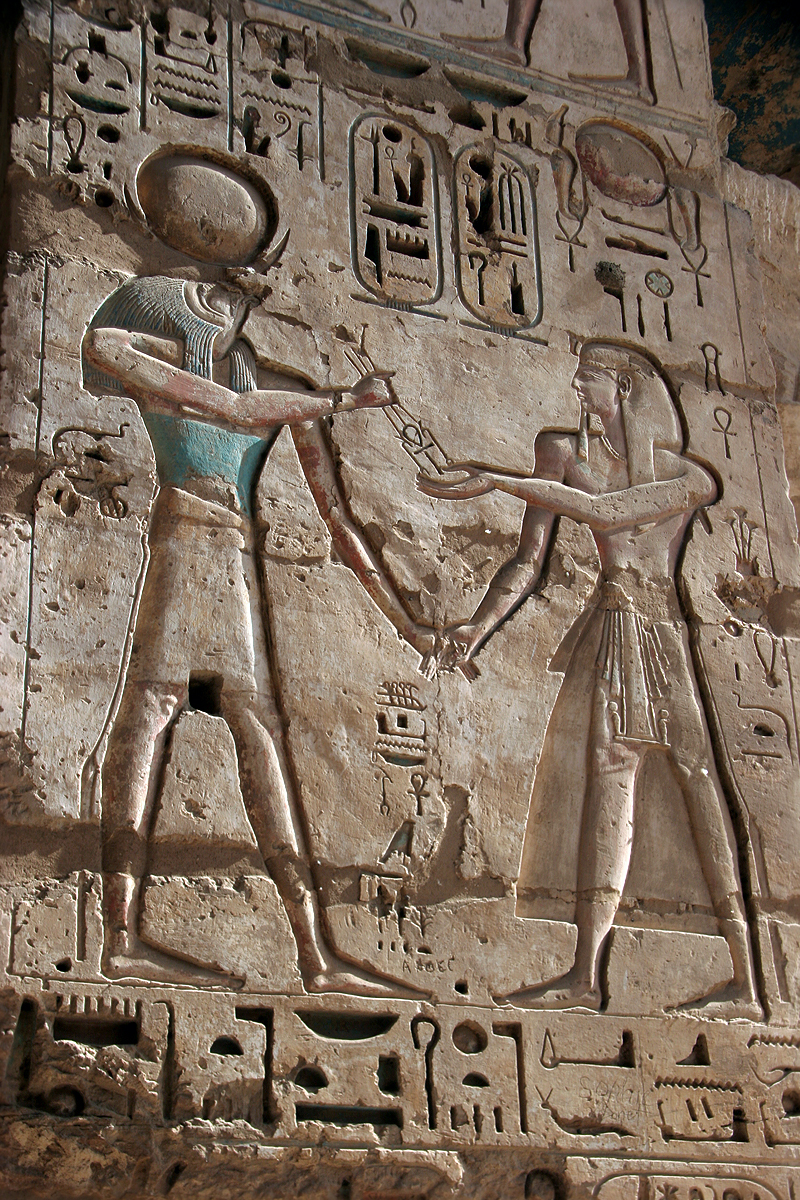
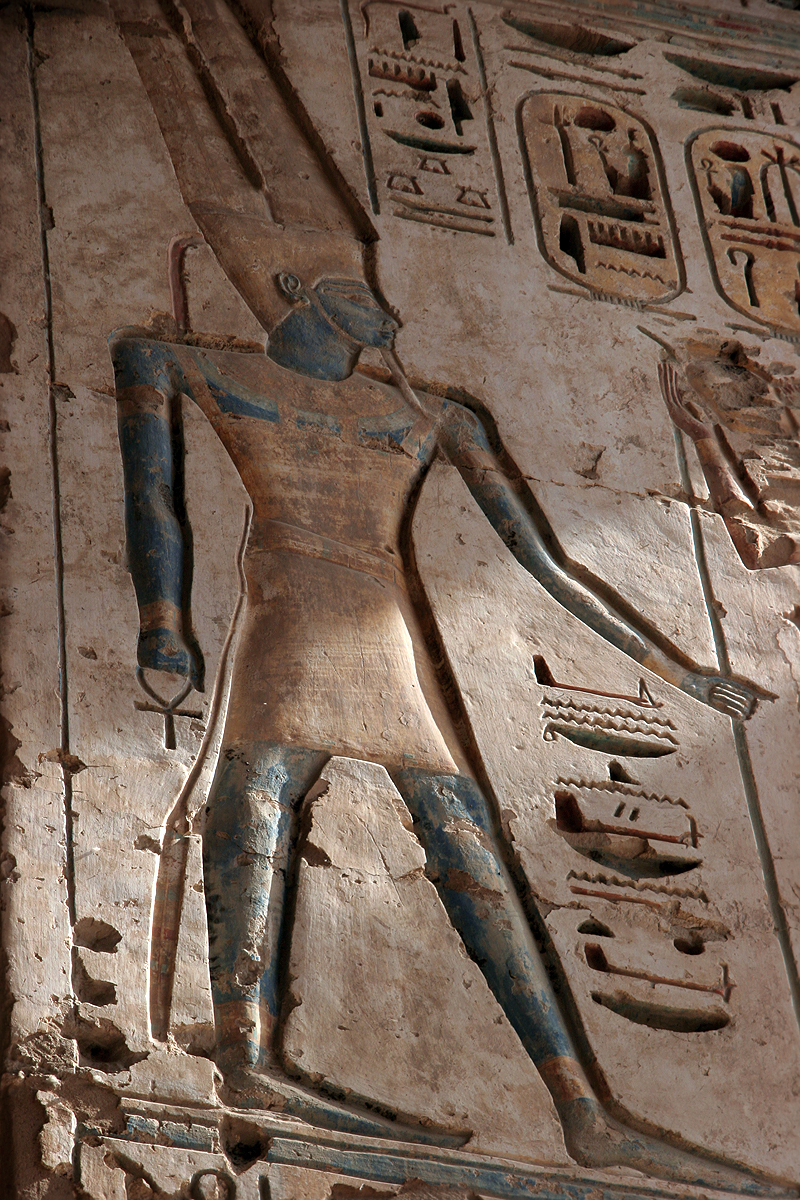
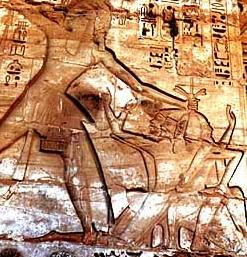
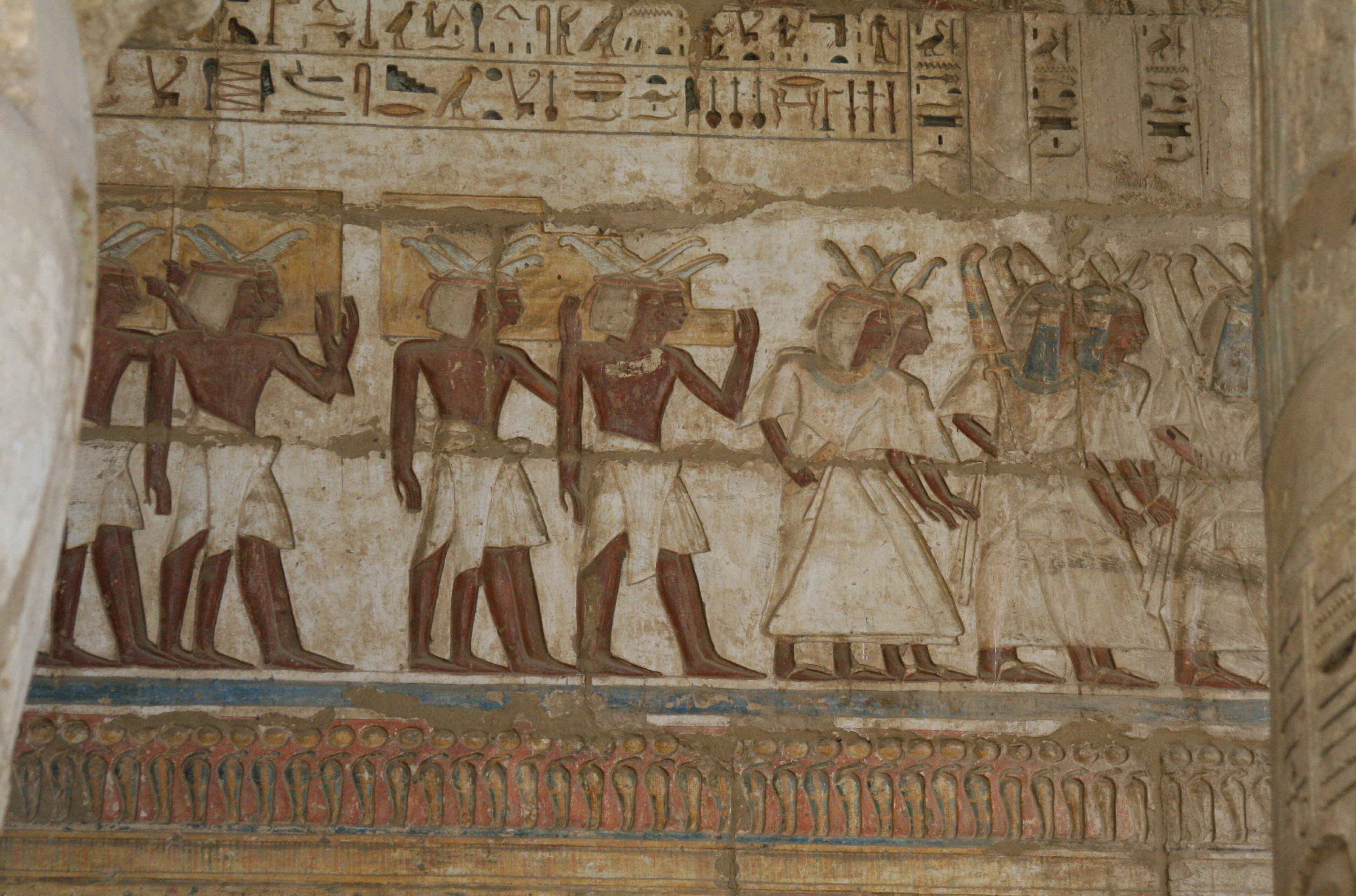
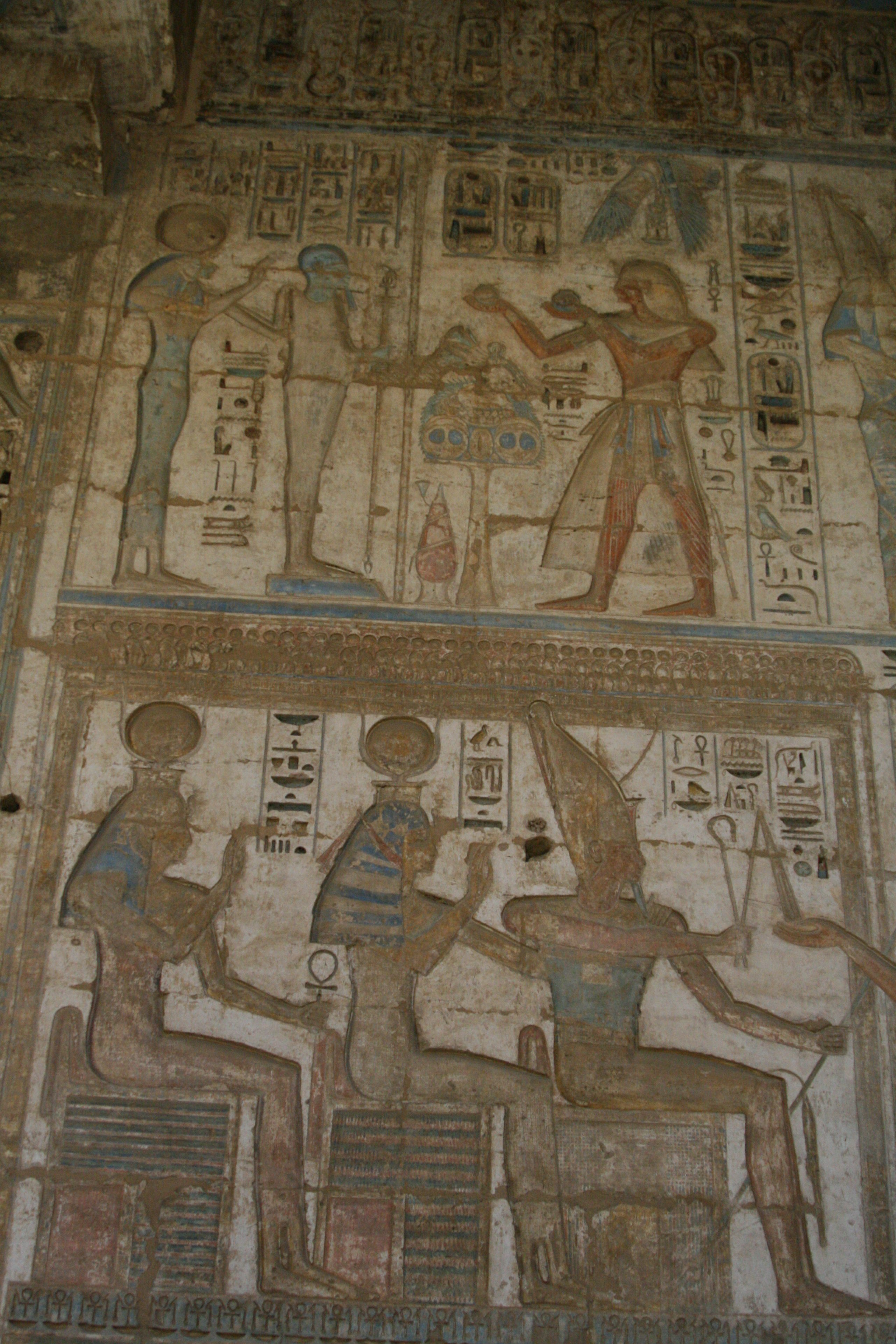
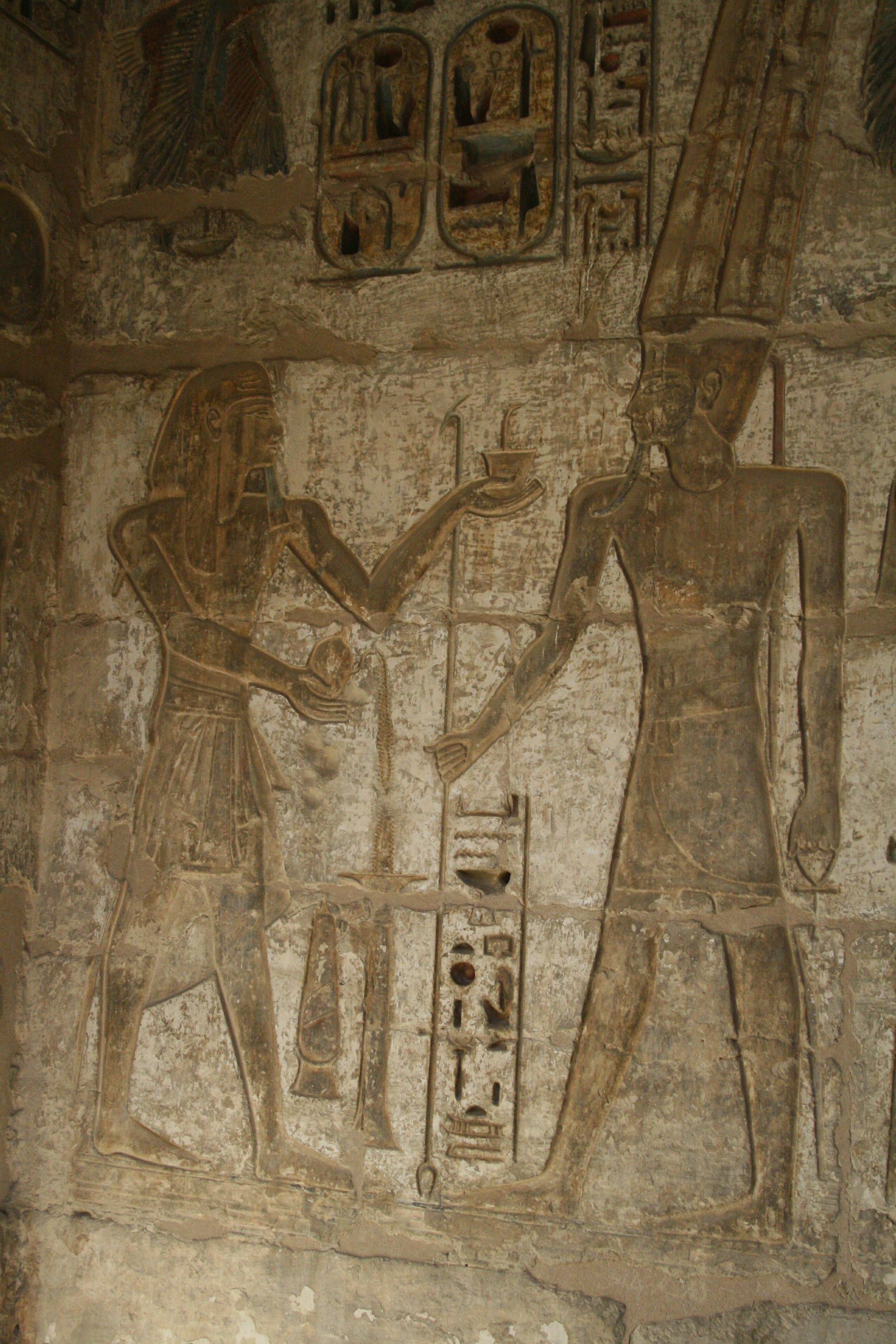
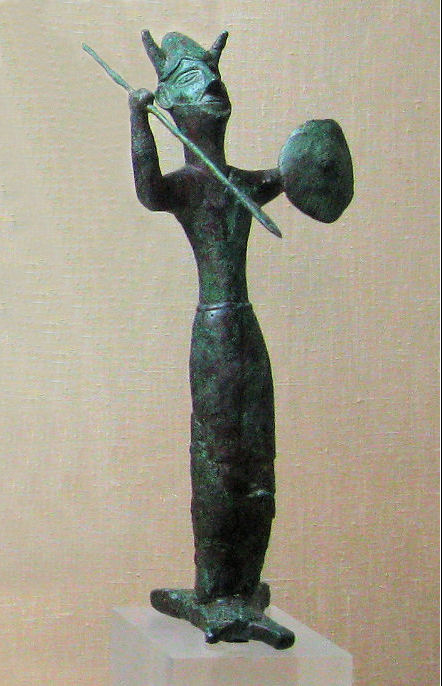
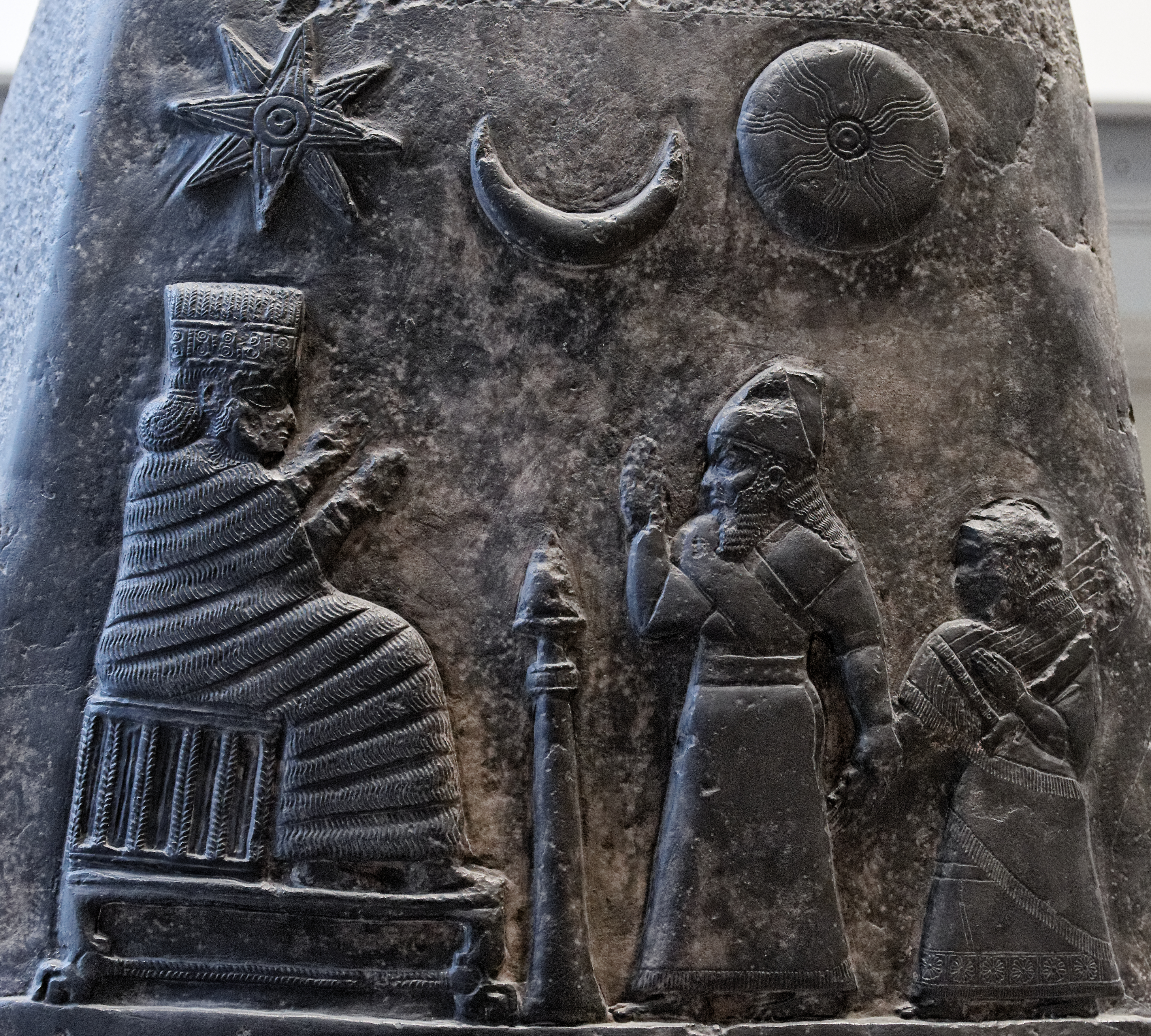
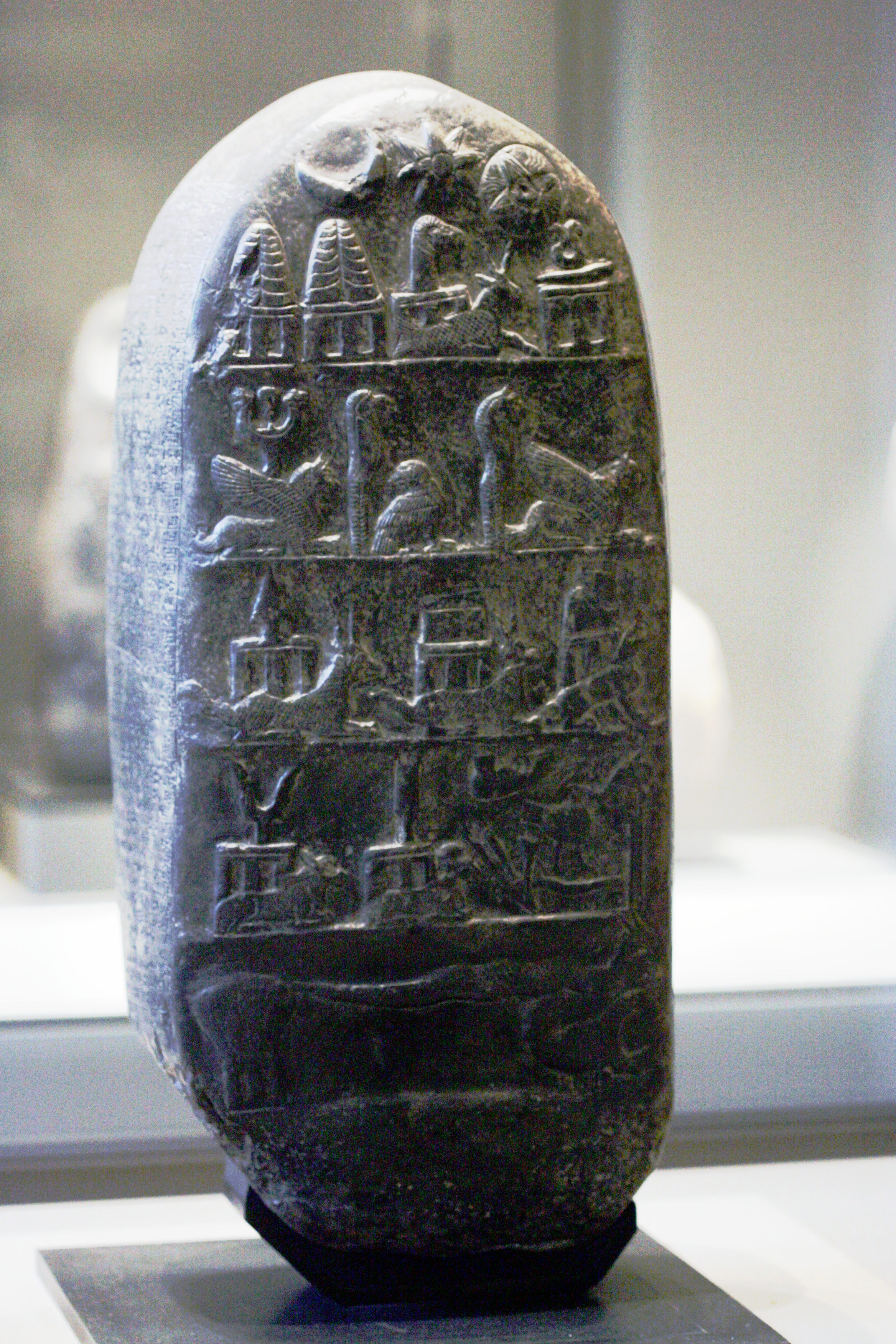
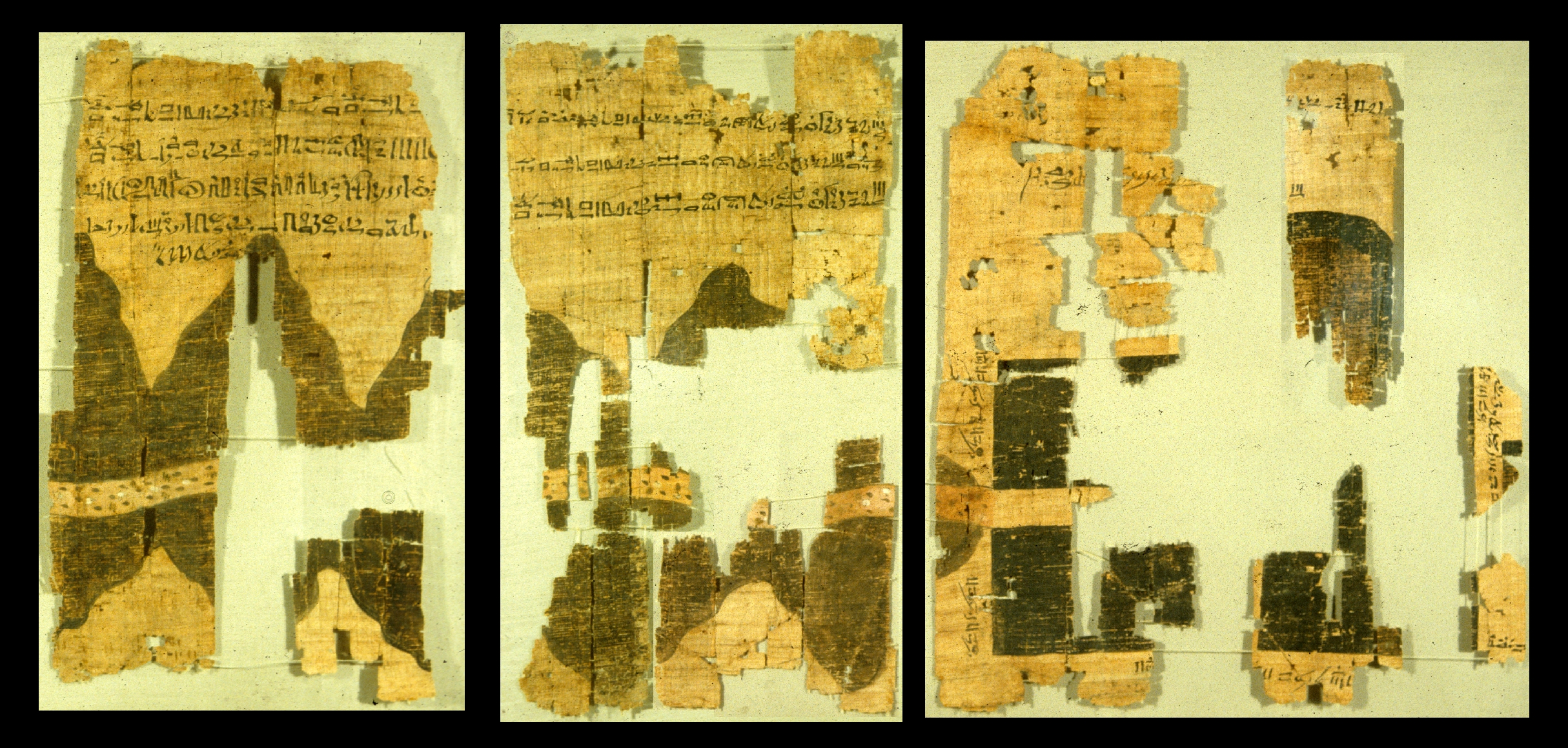
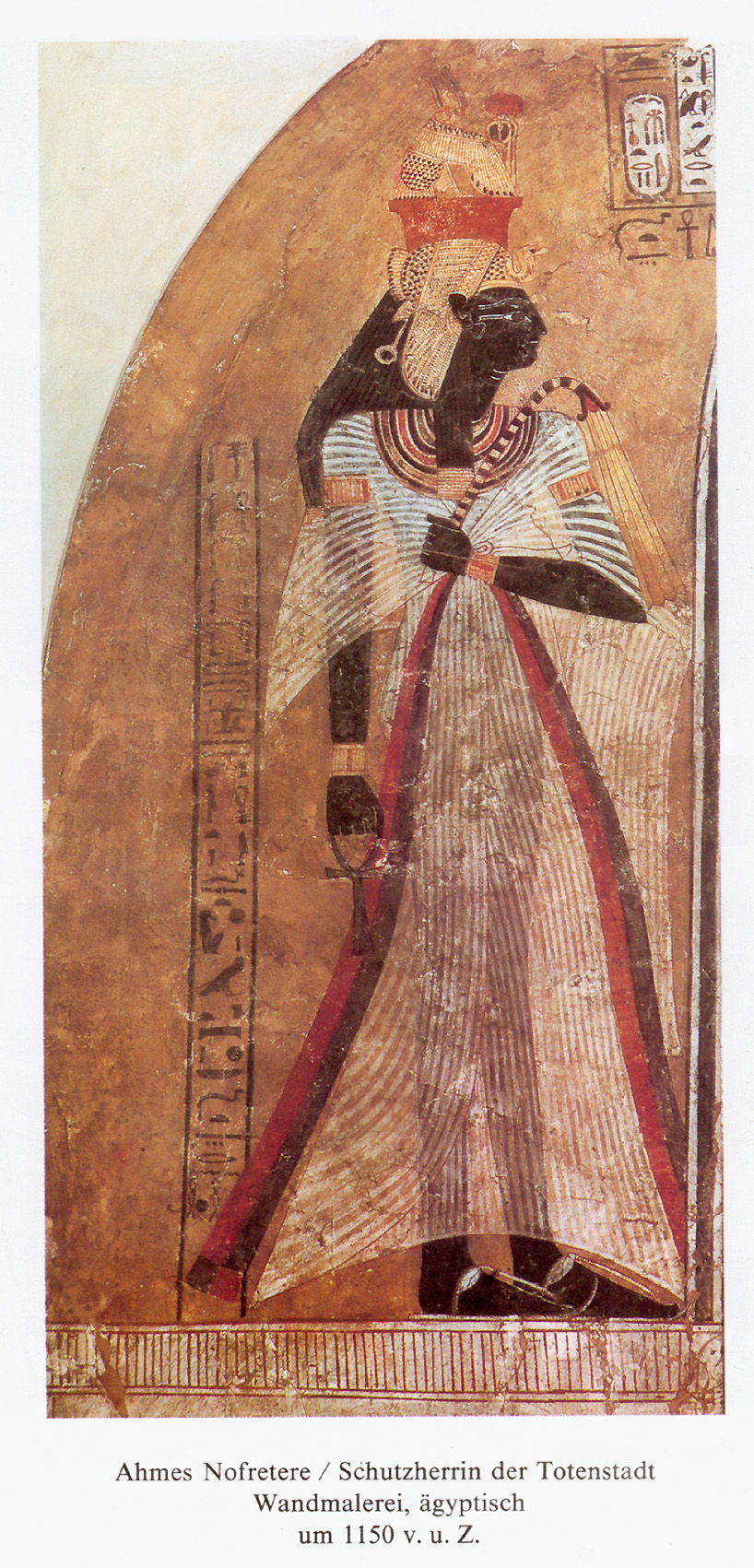
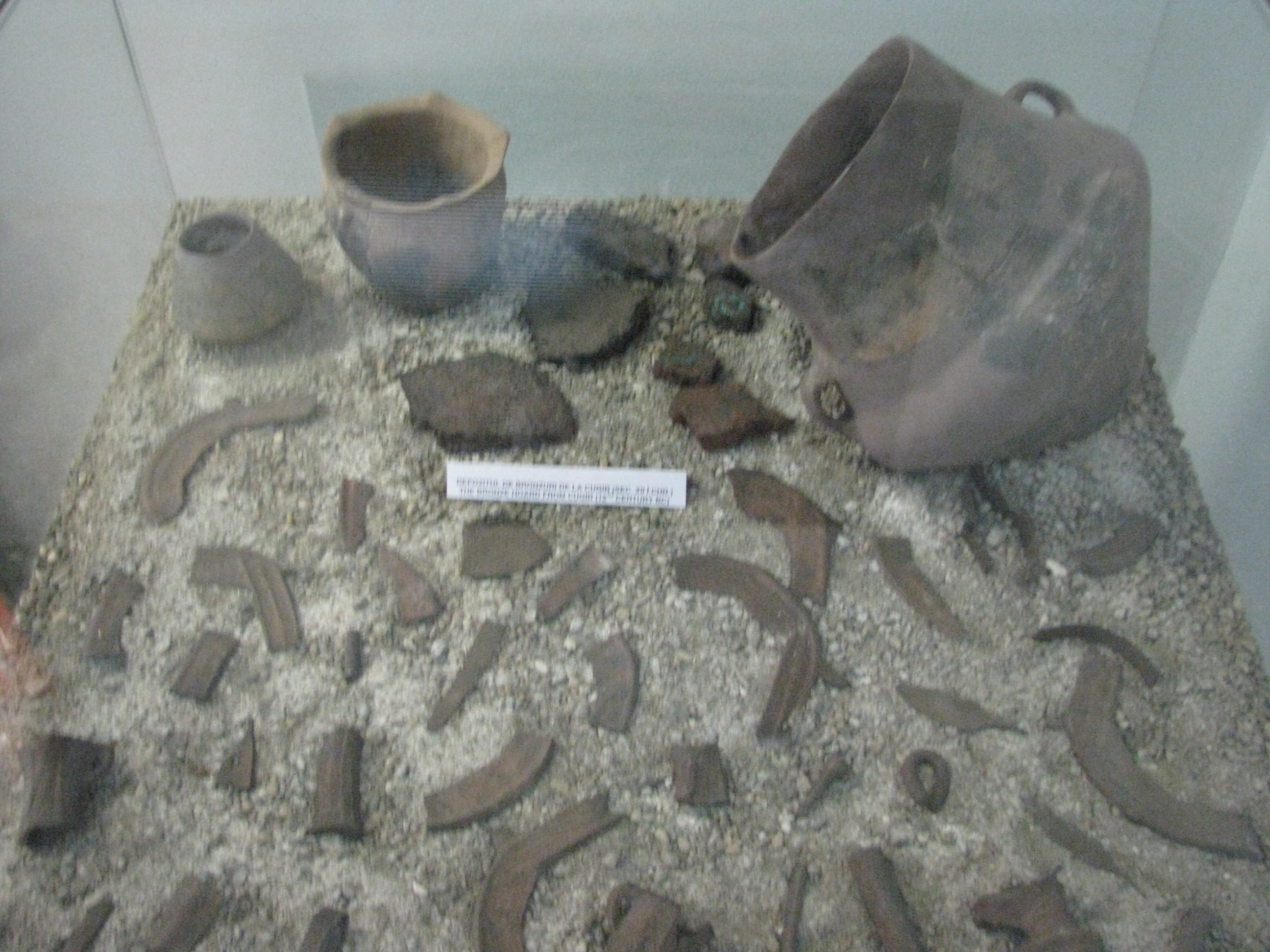
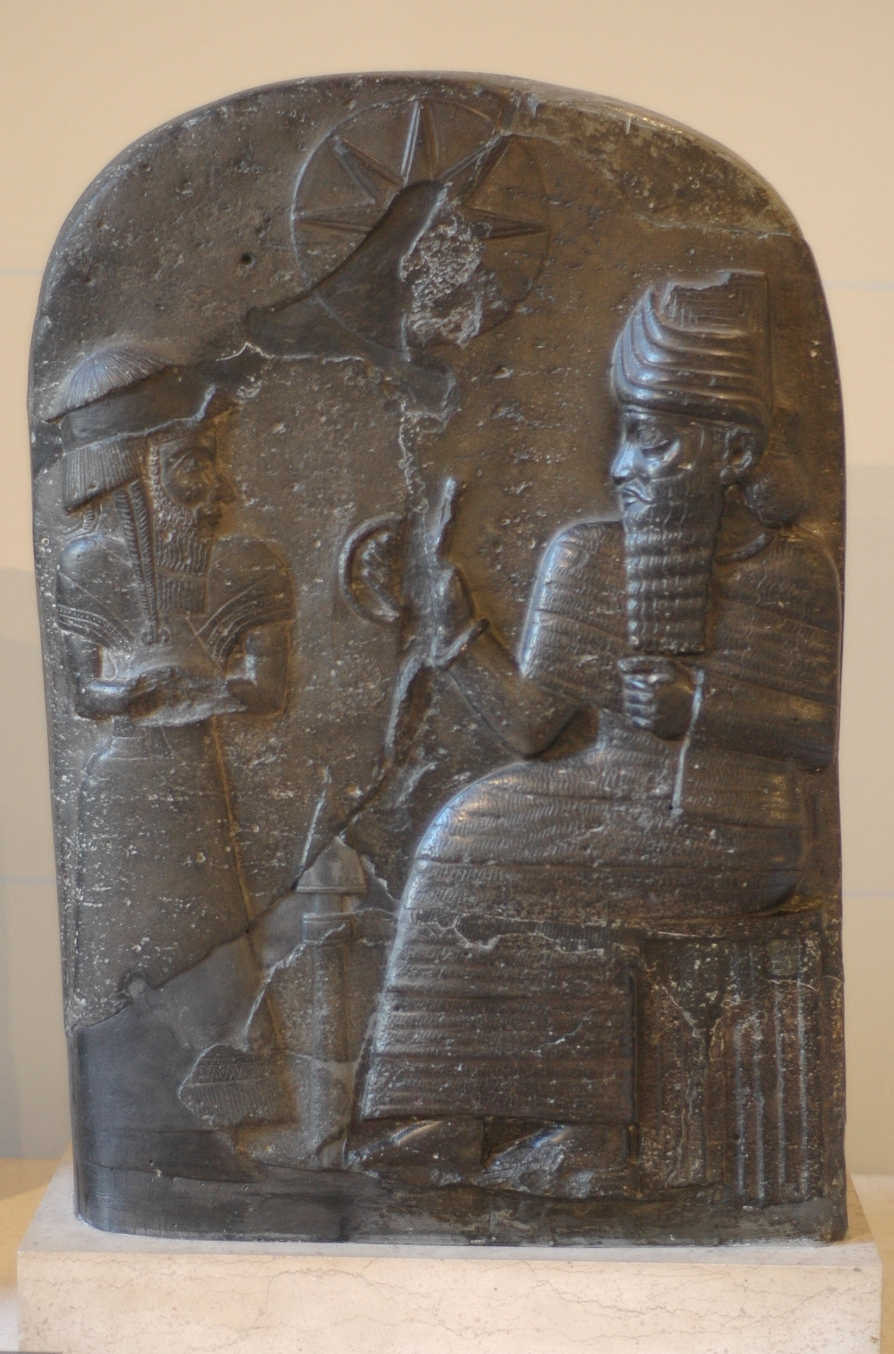
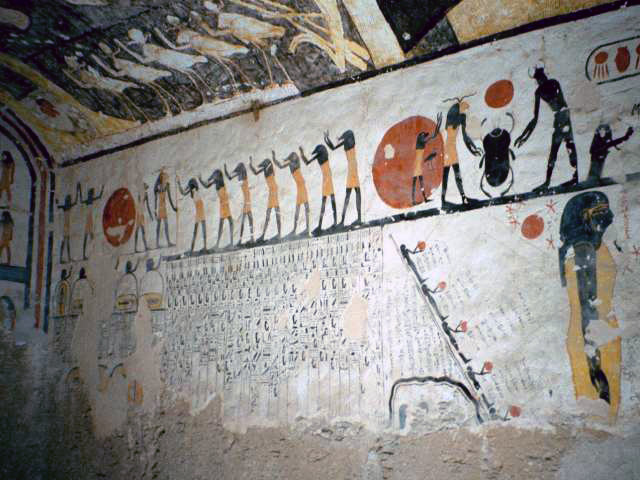
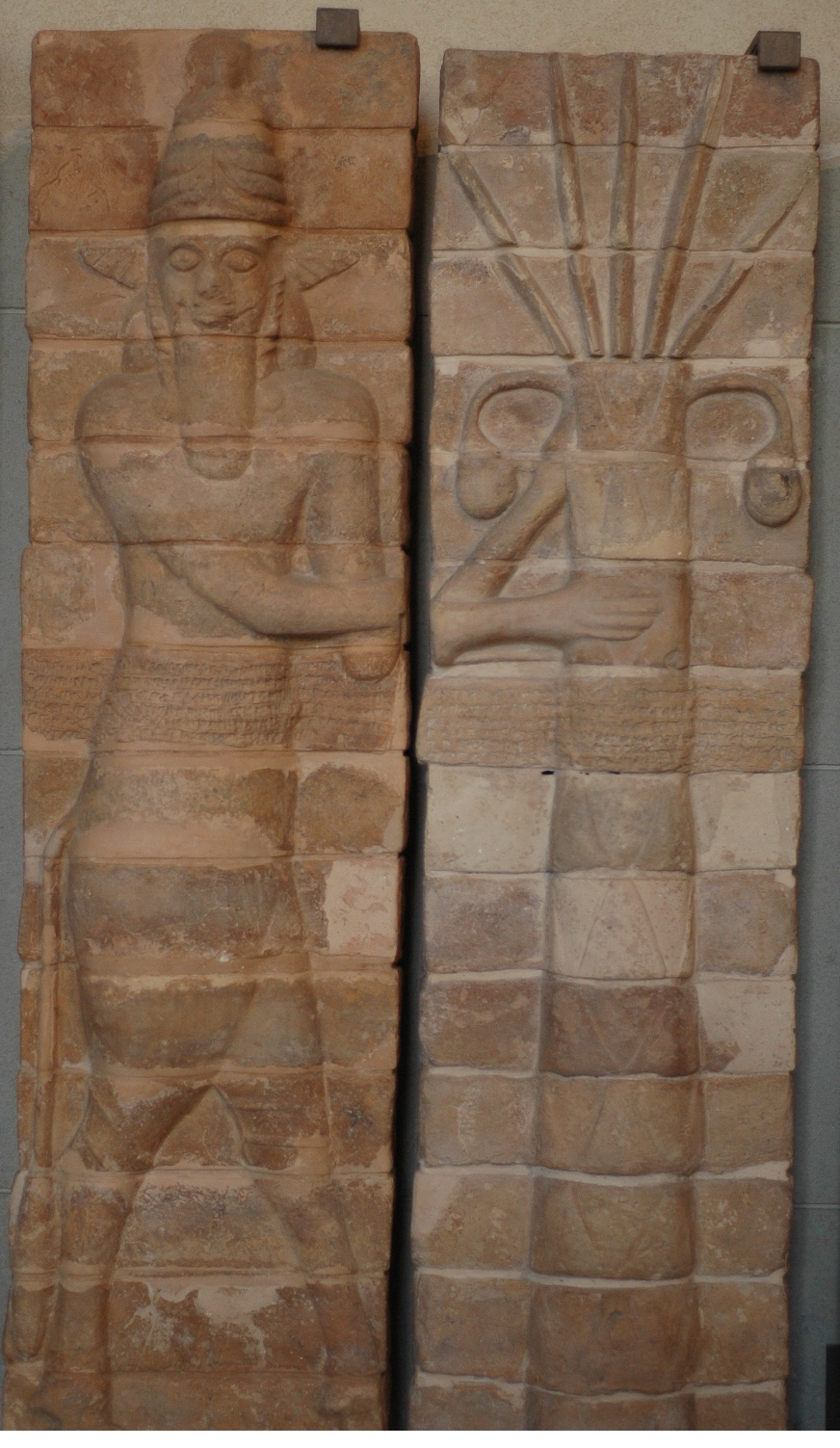
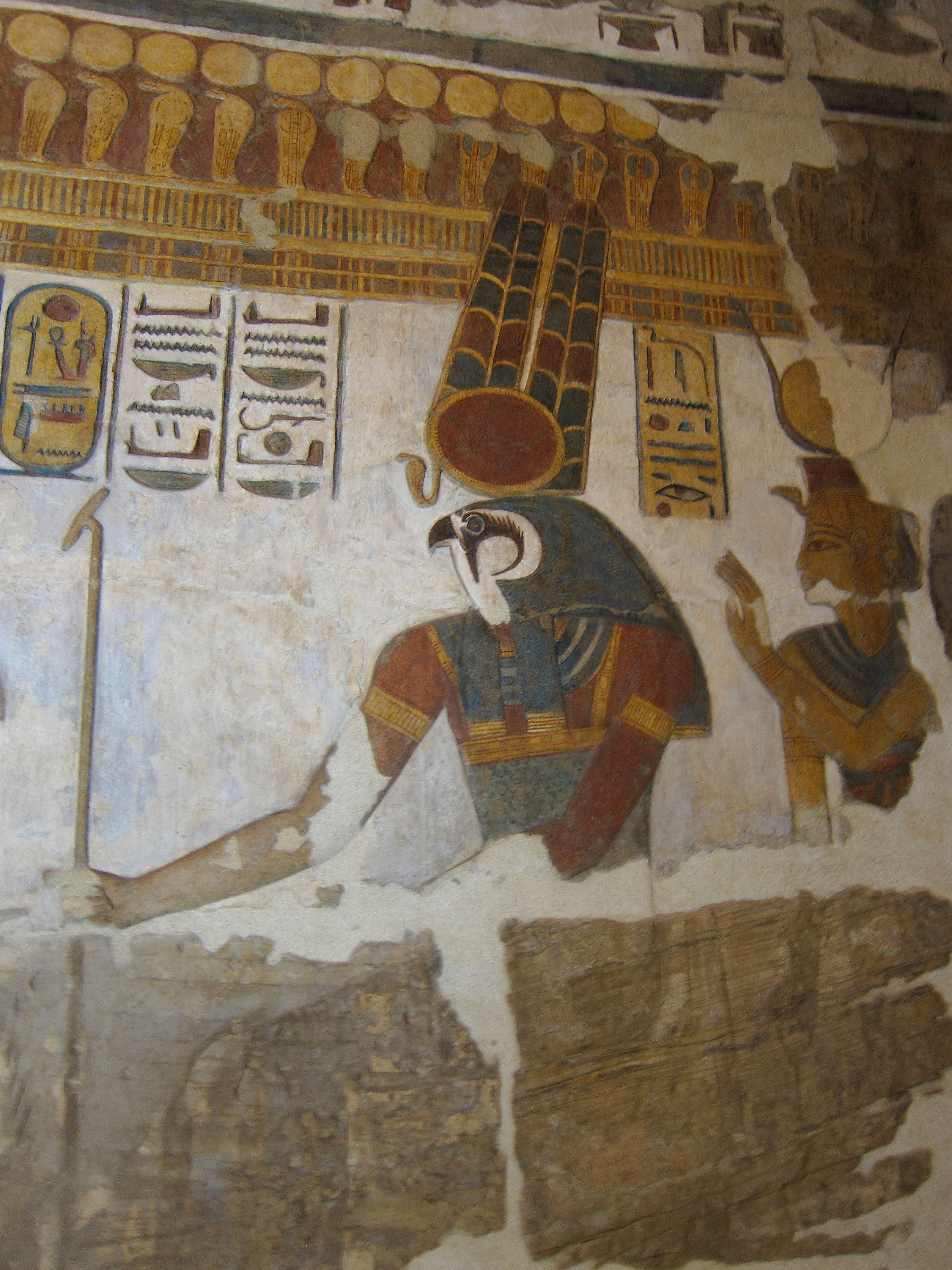
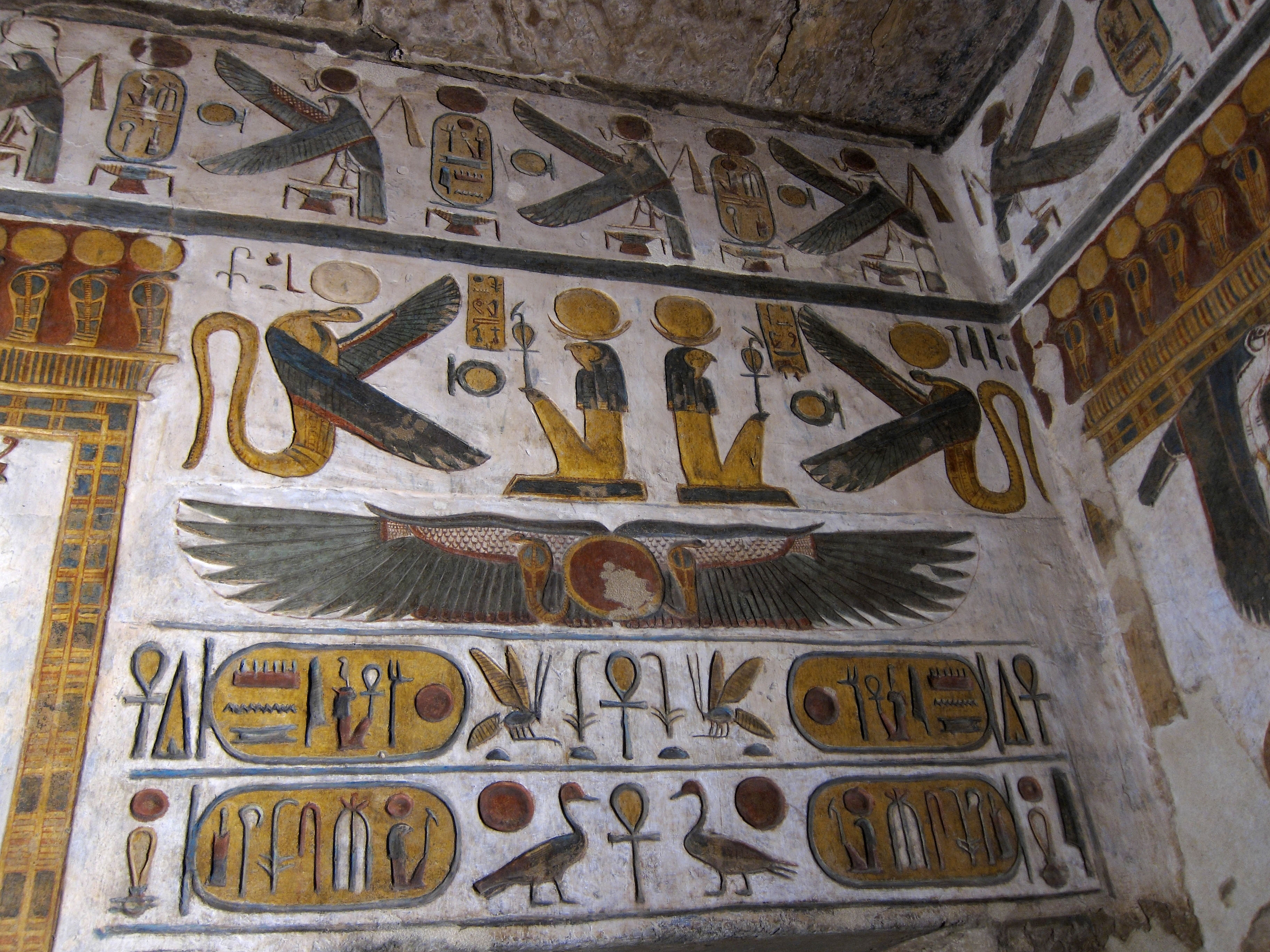
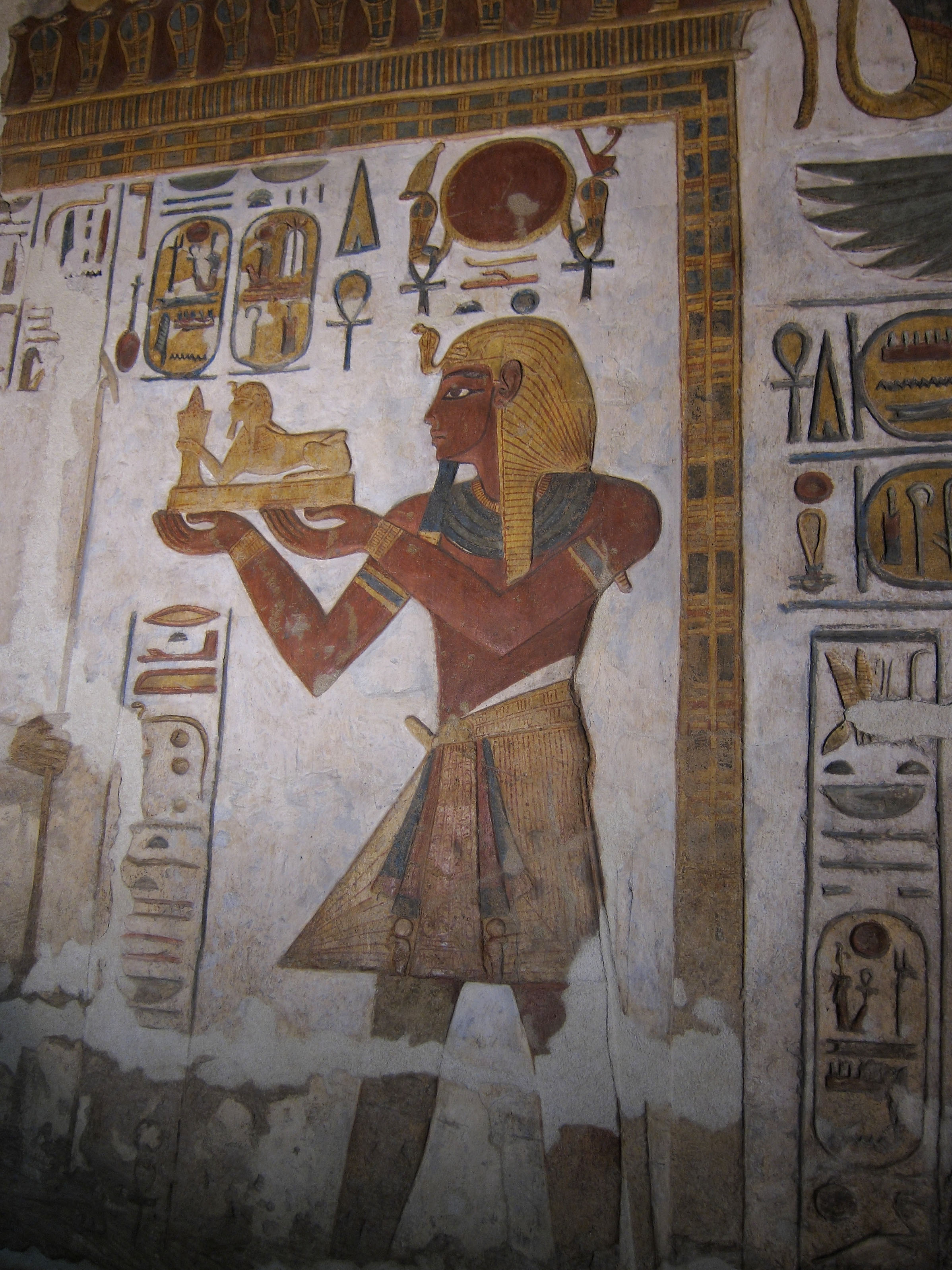
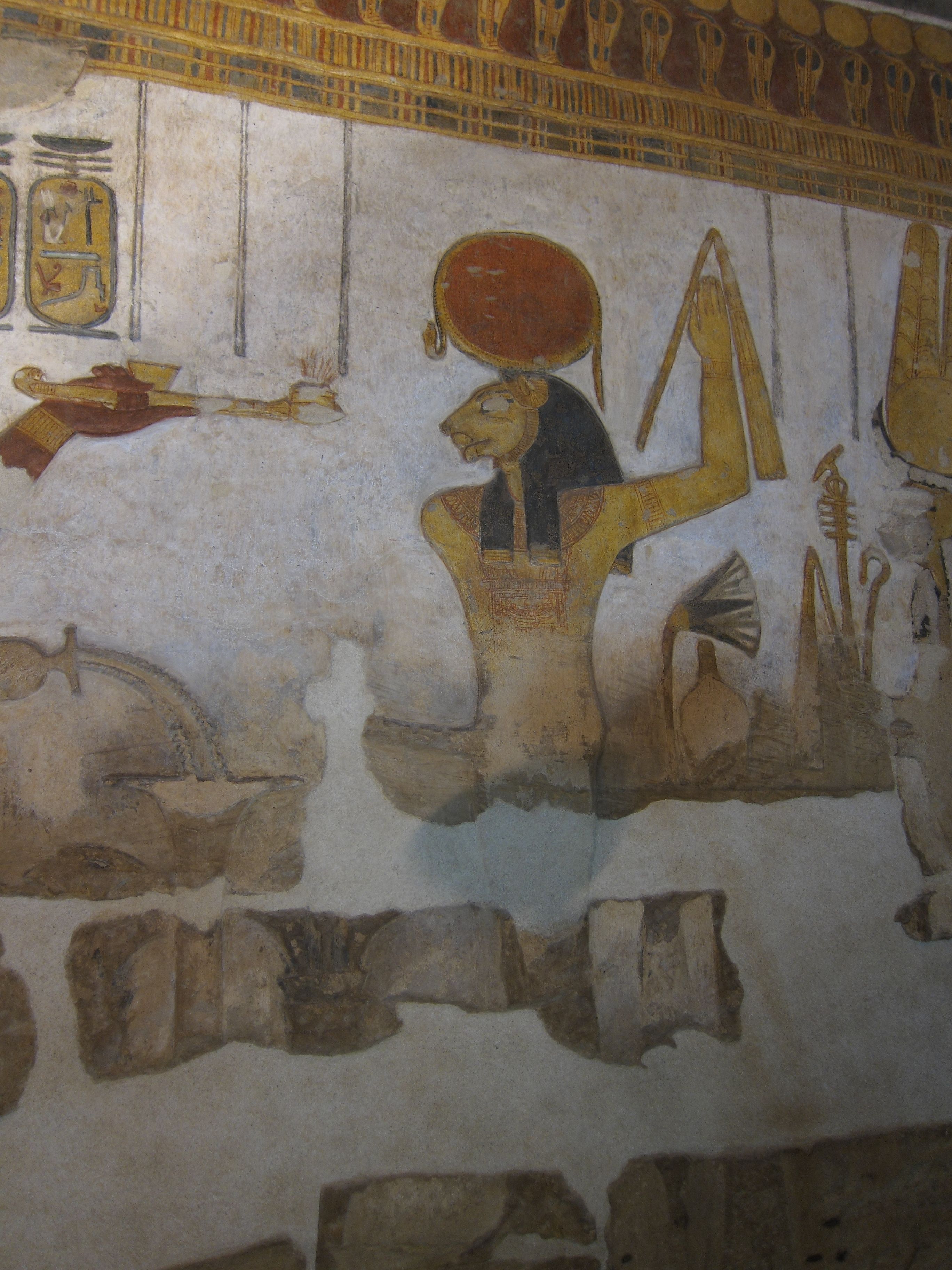
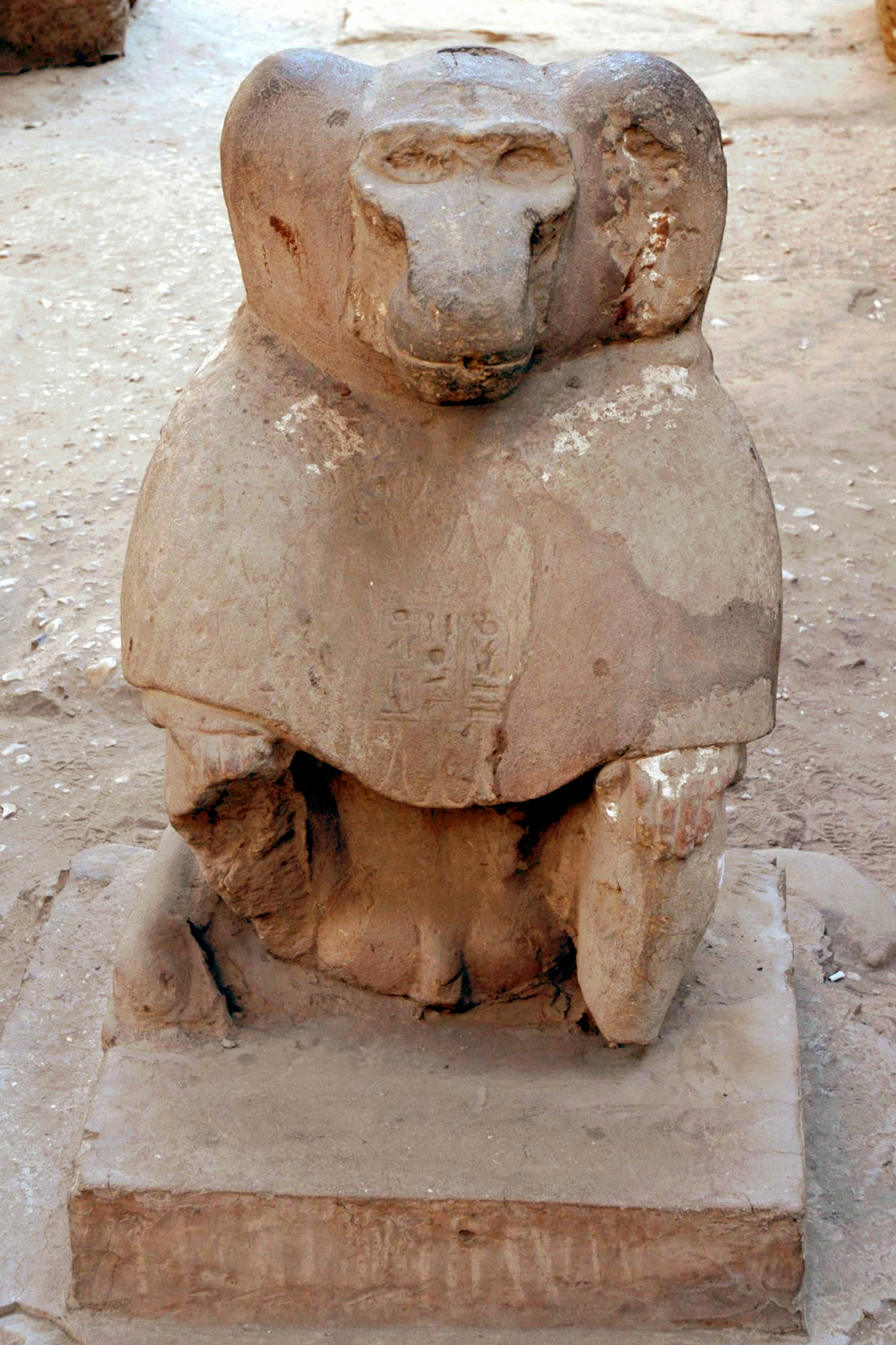
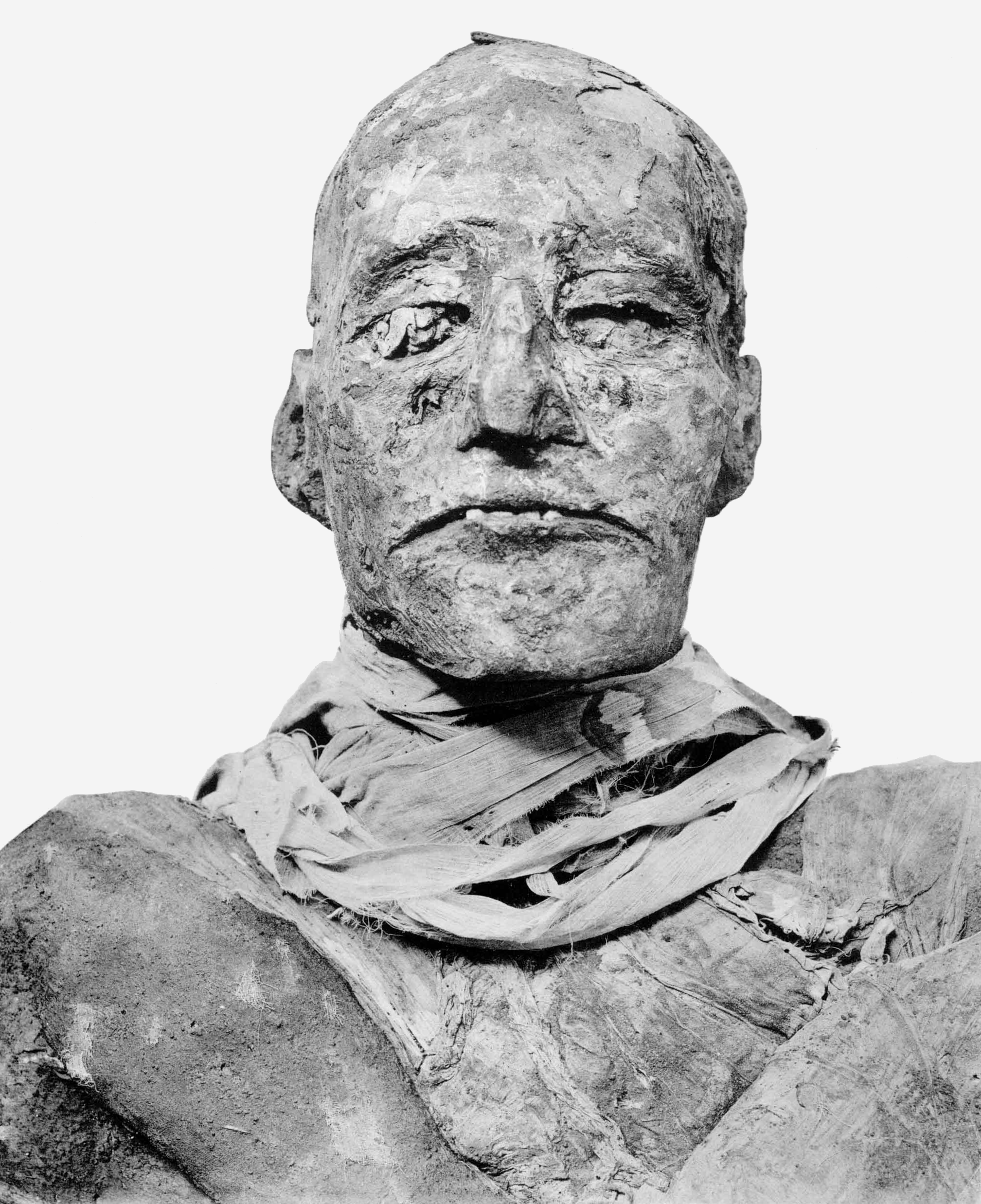
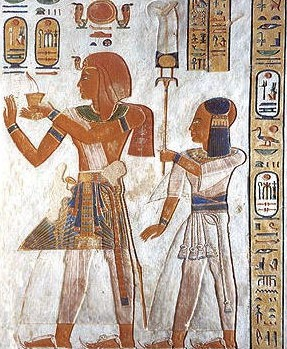
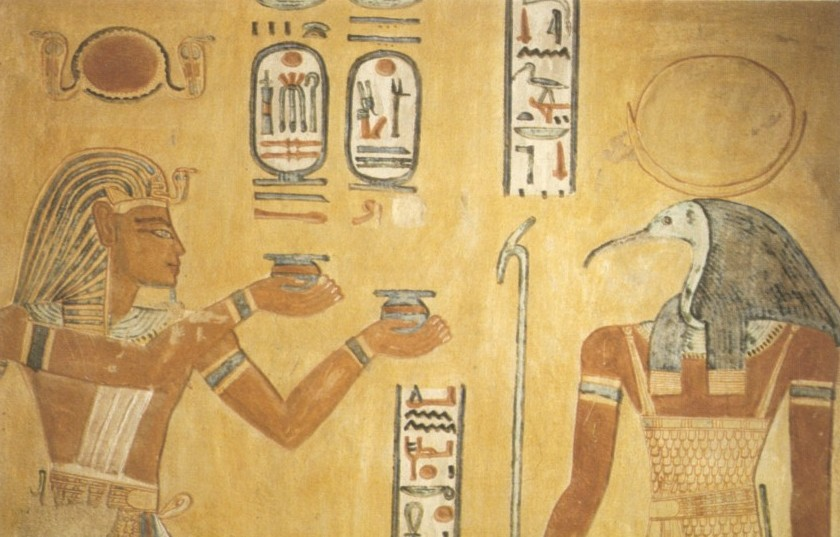
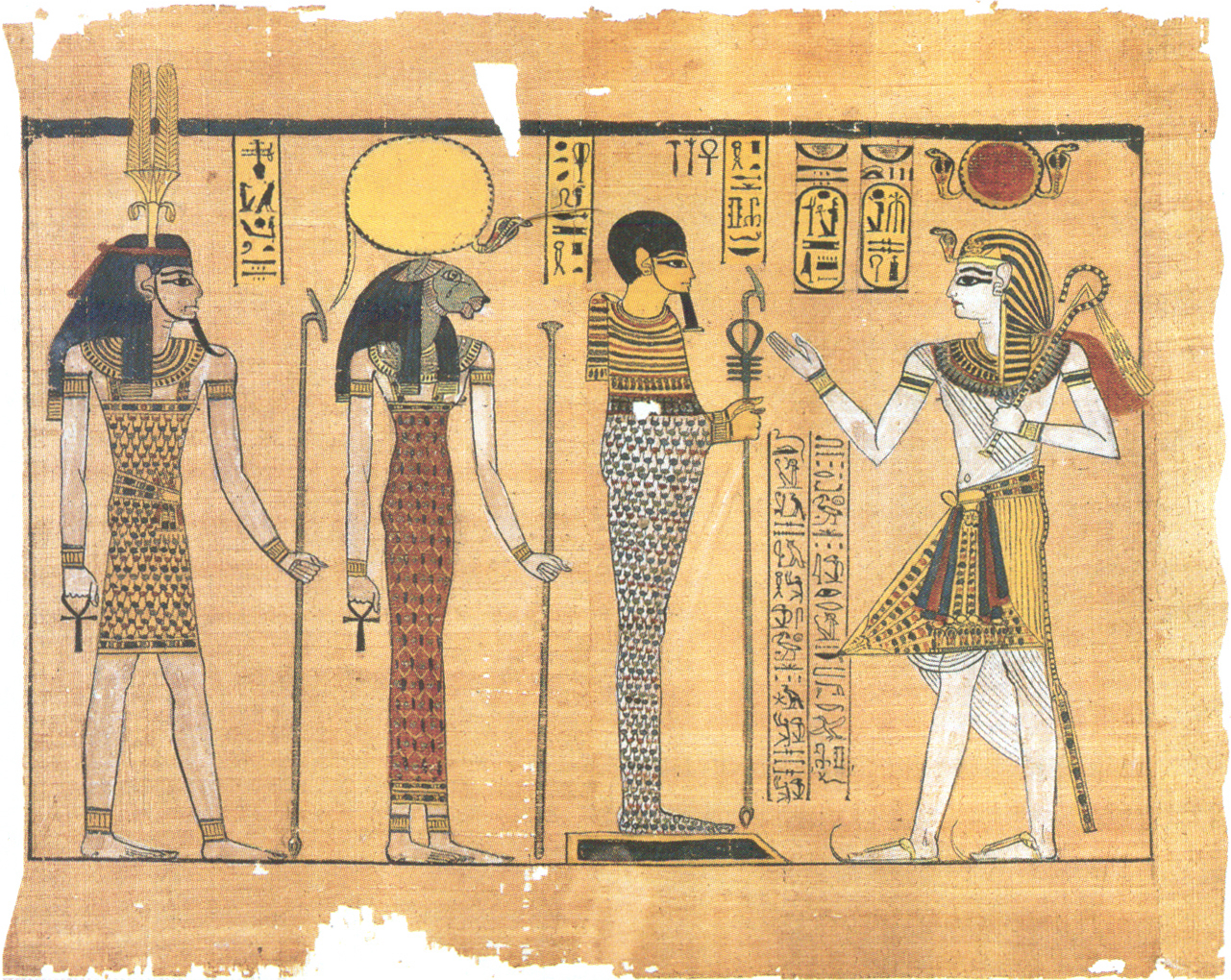
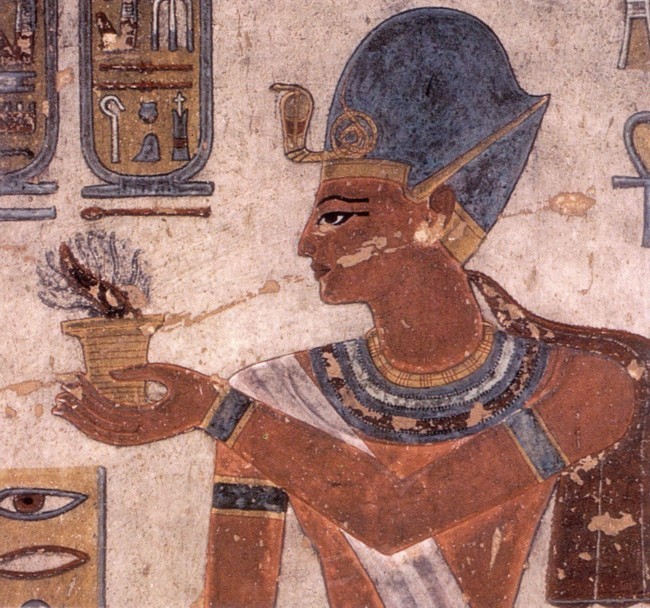
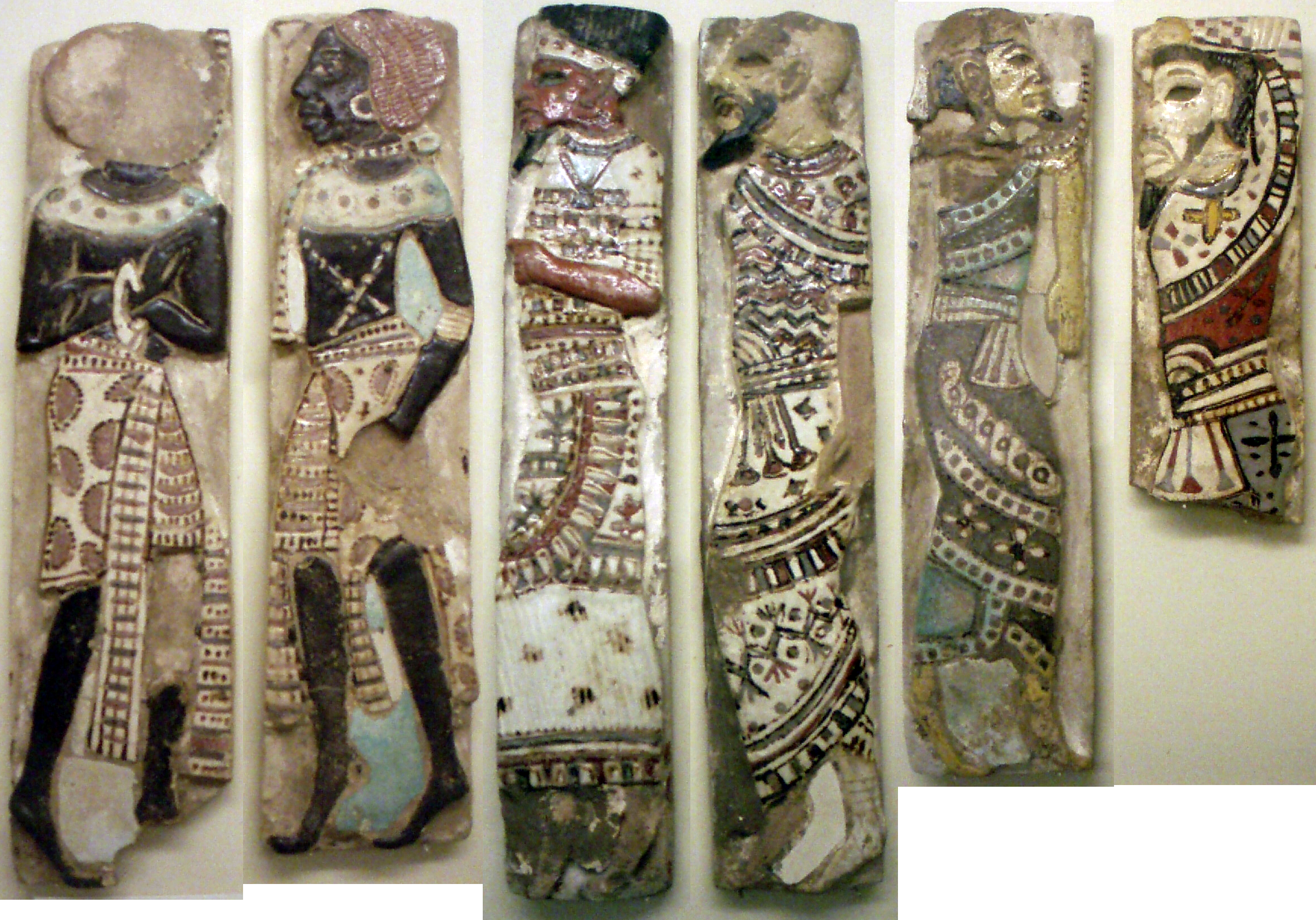

### Arhitectura

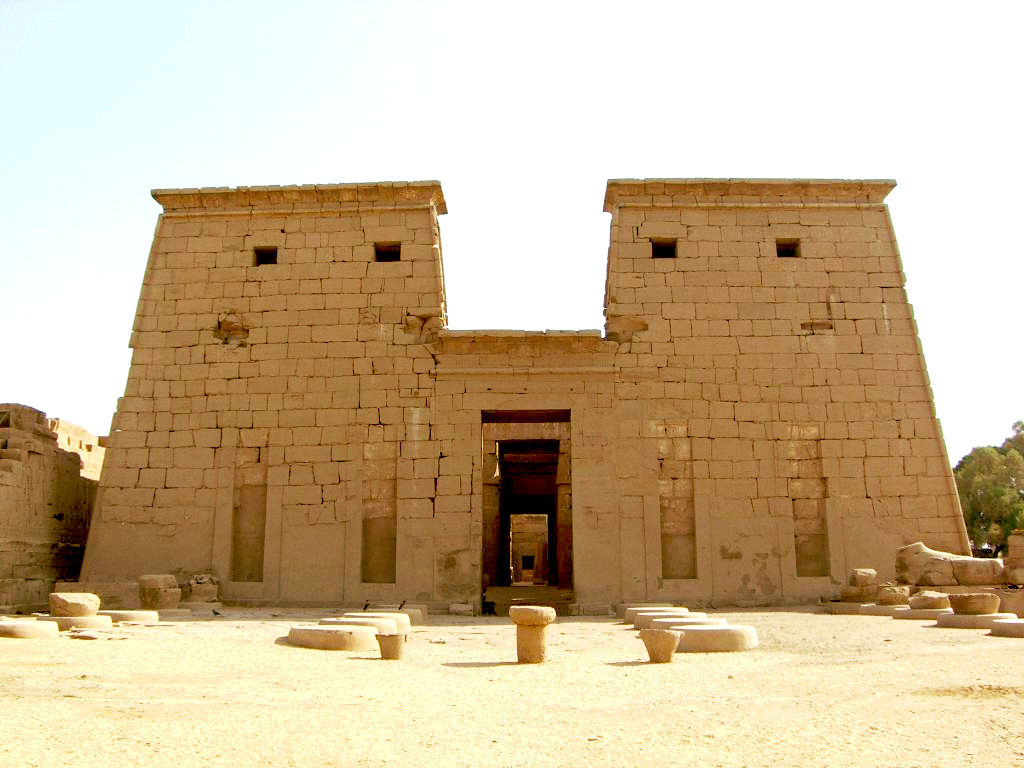
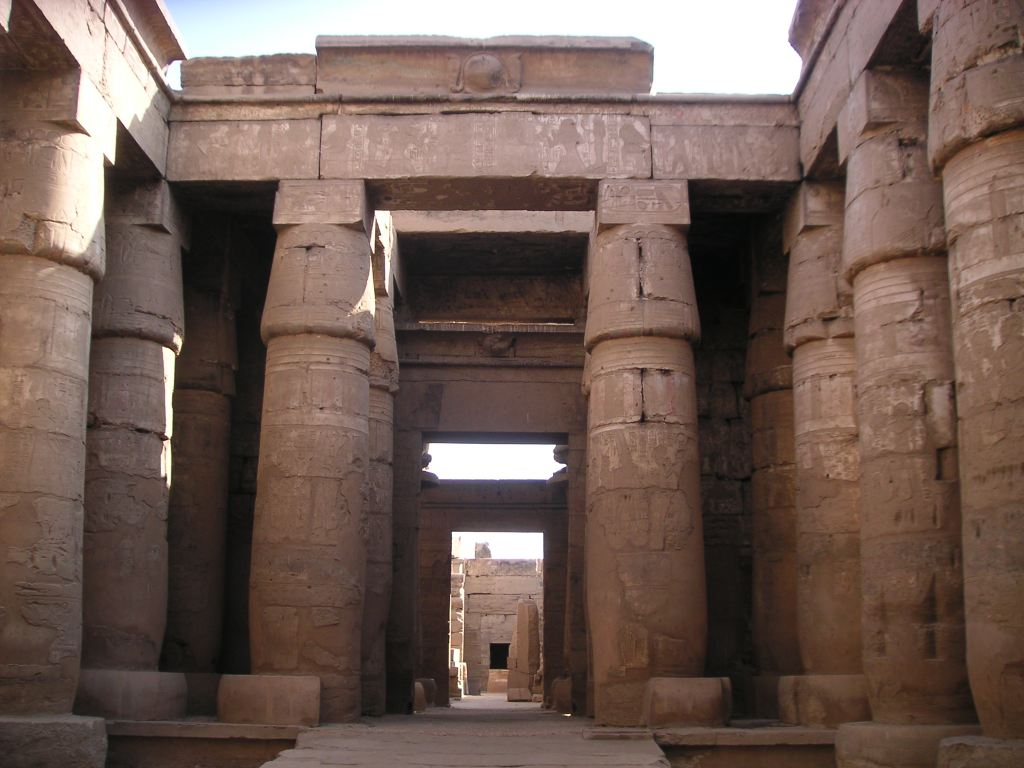
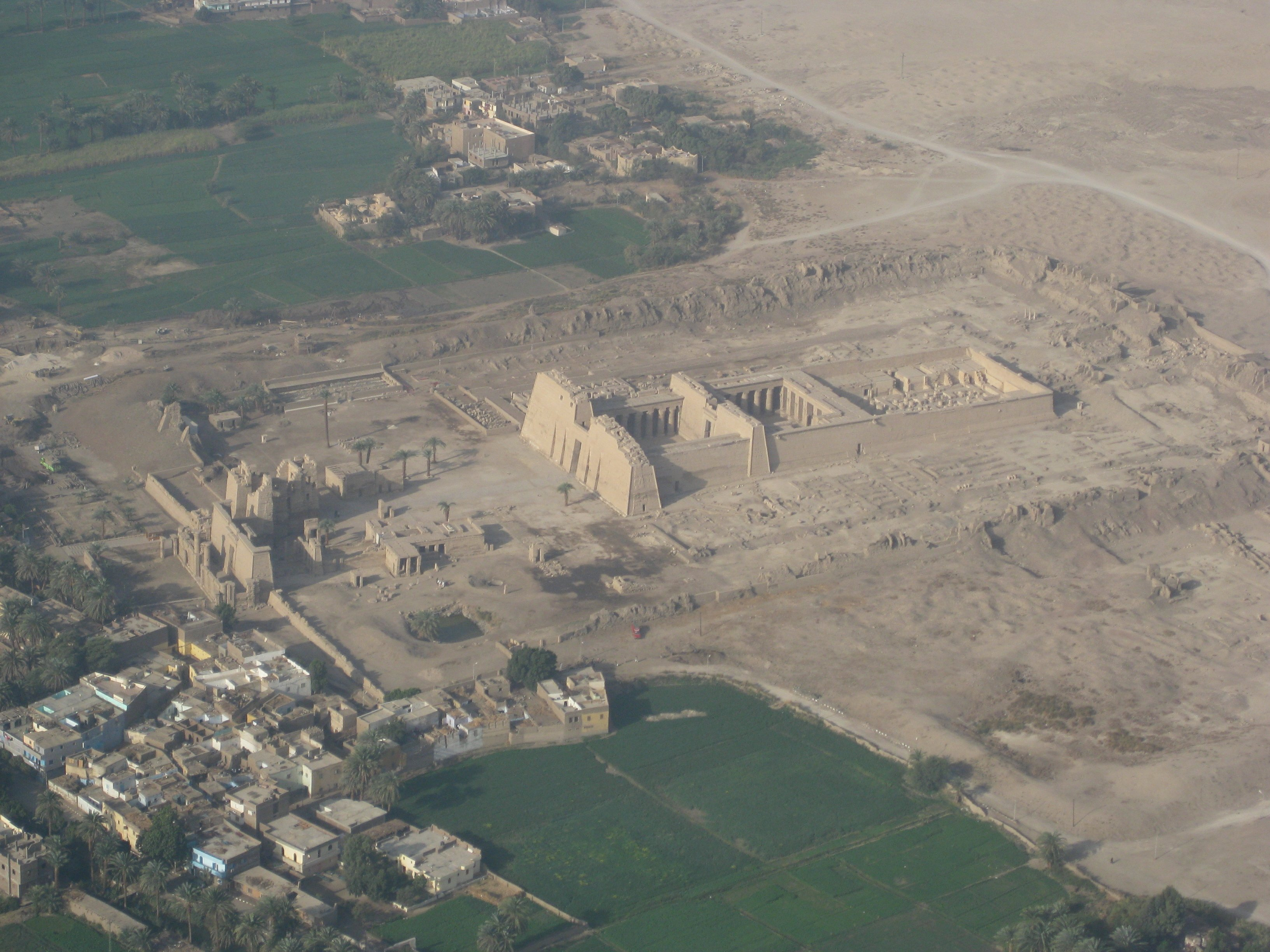
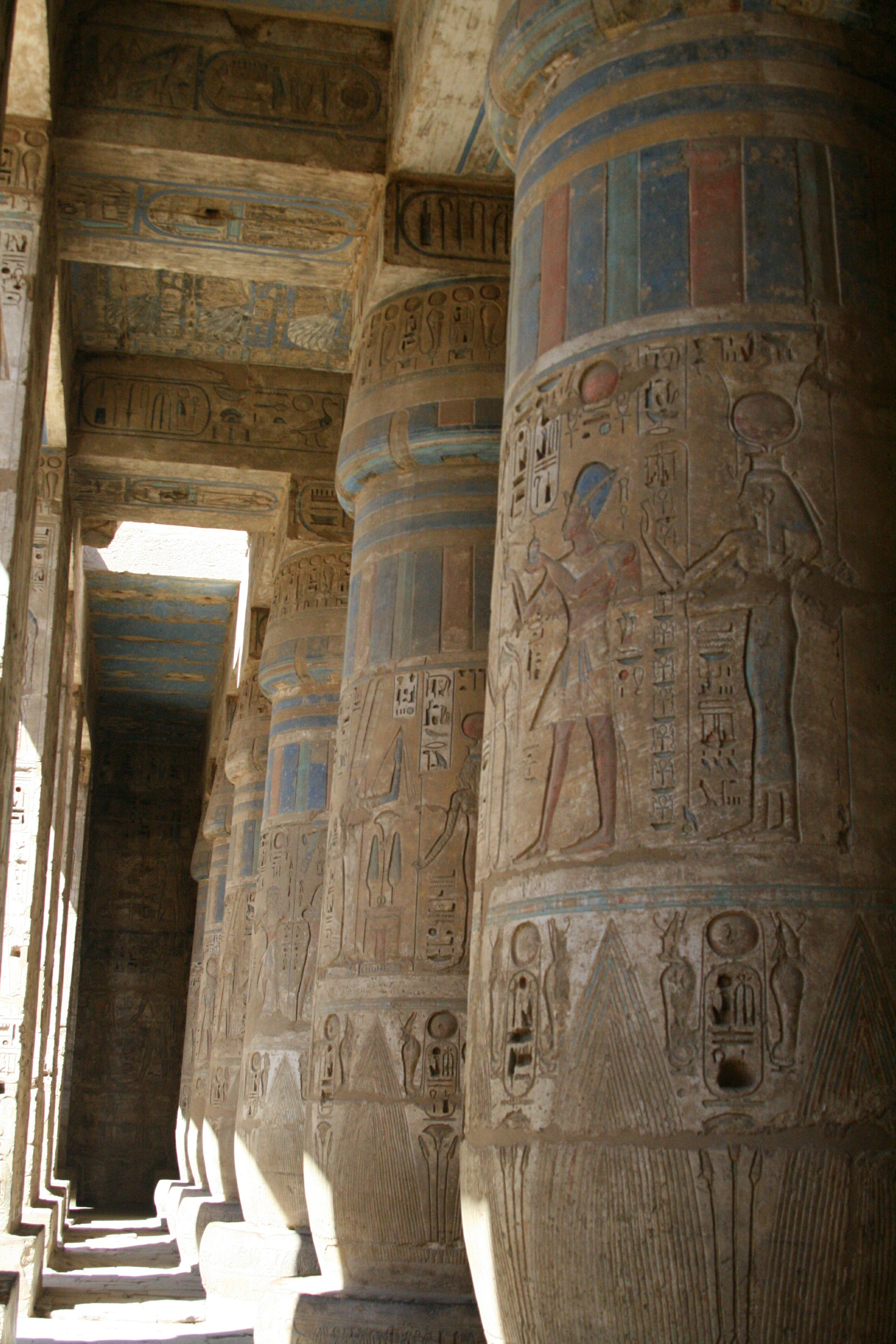
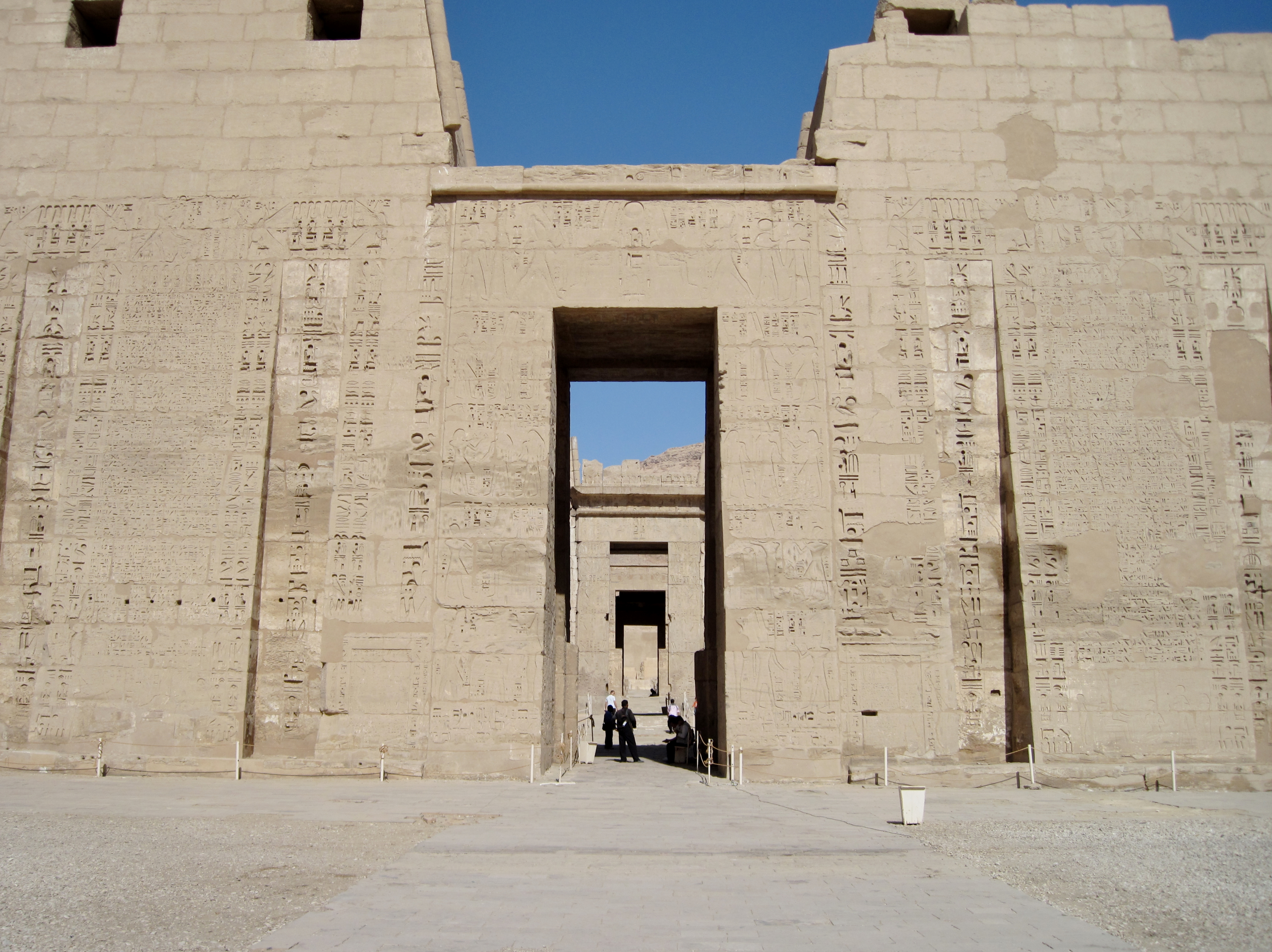
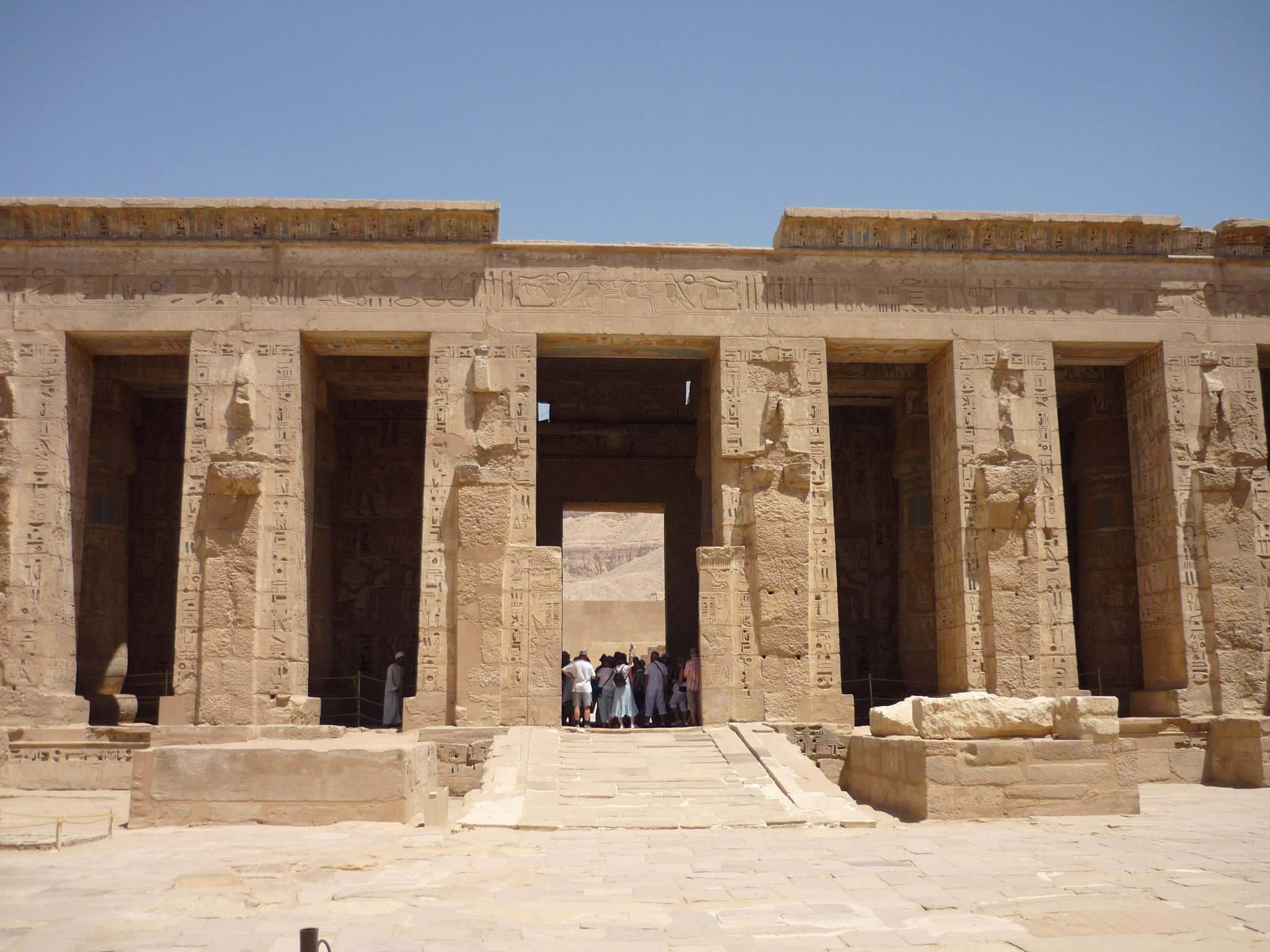
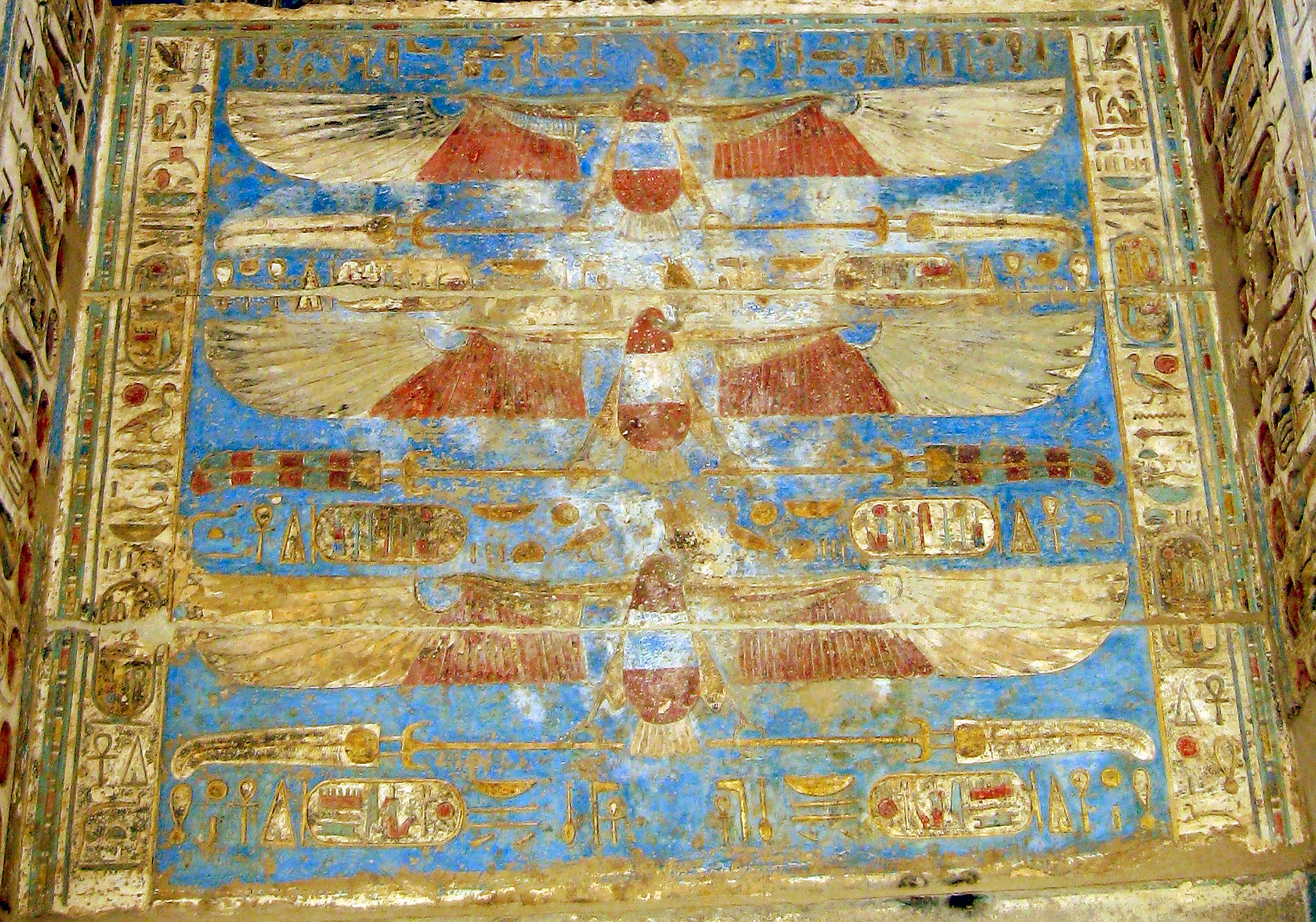
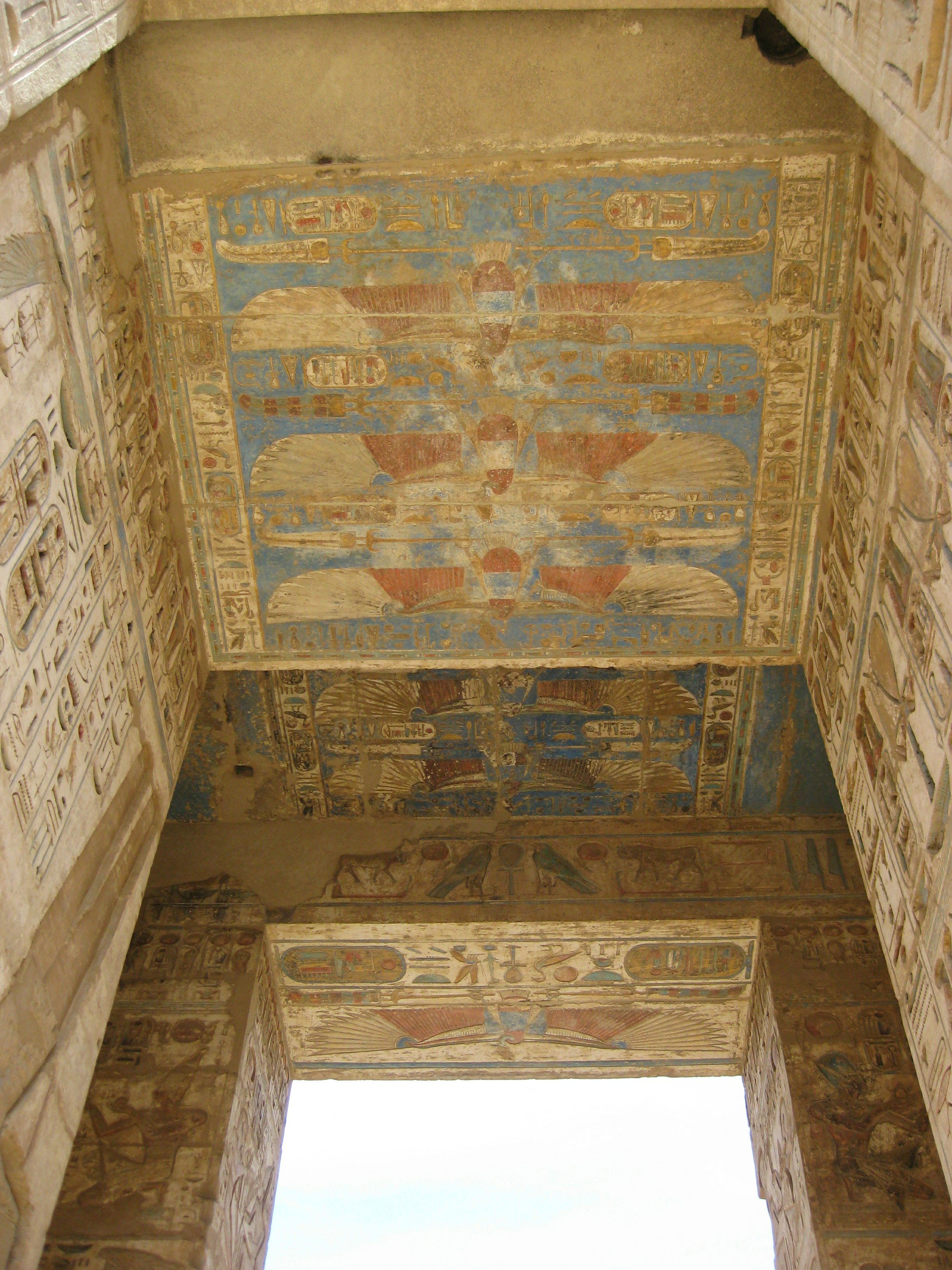
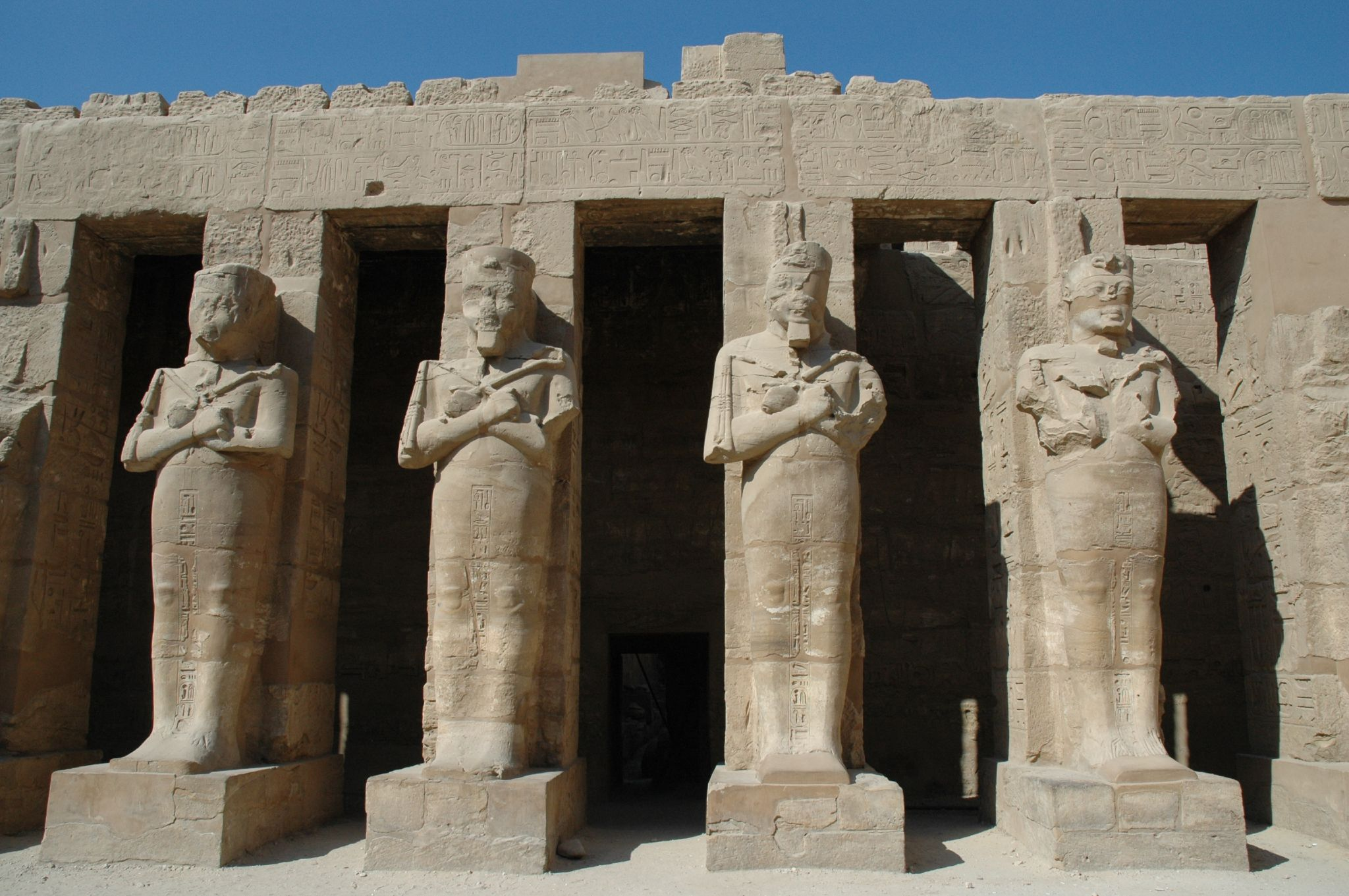
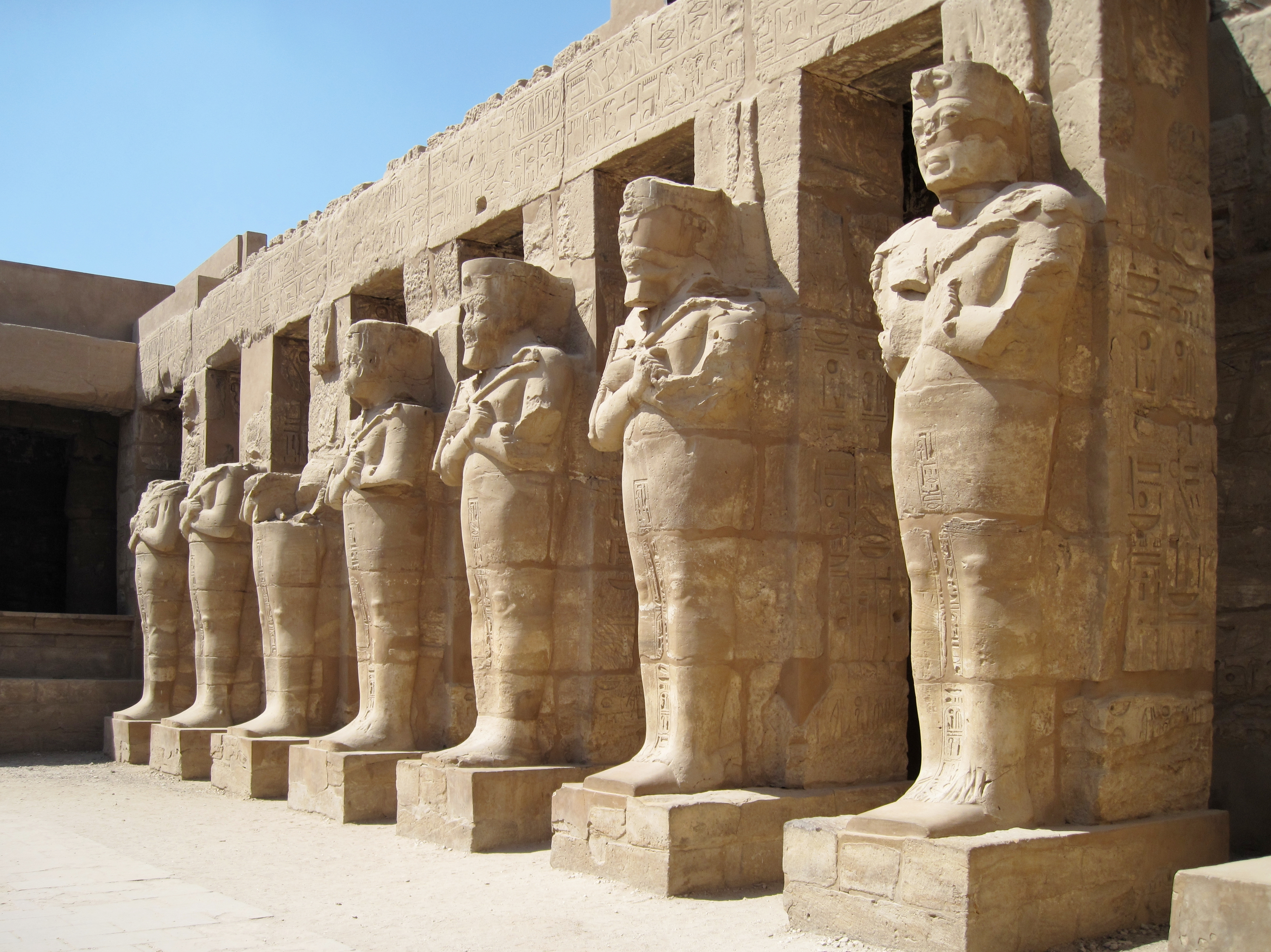
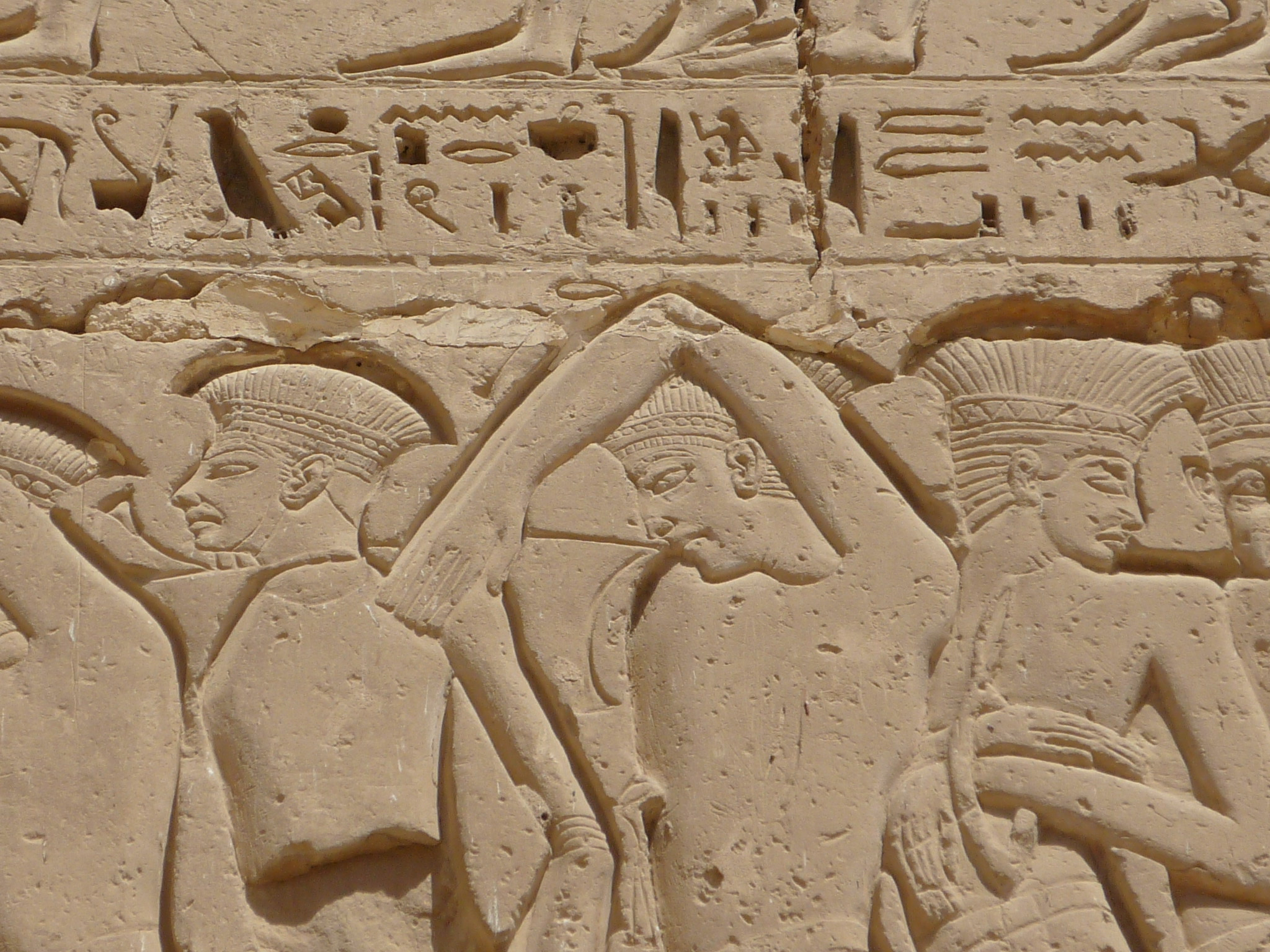
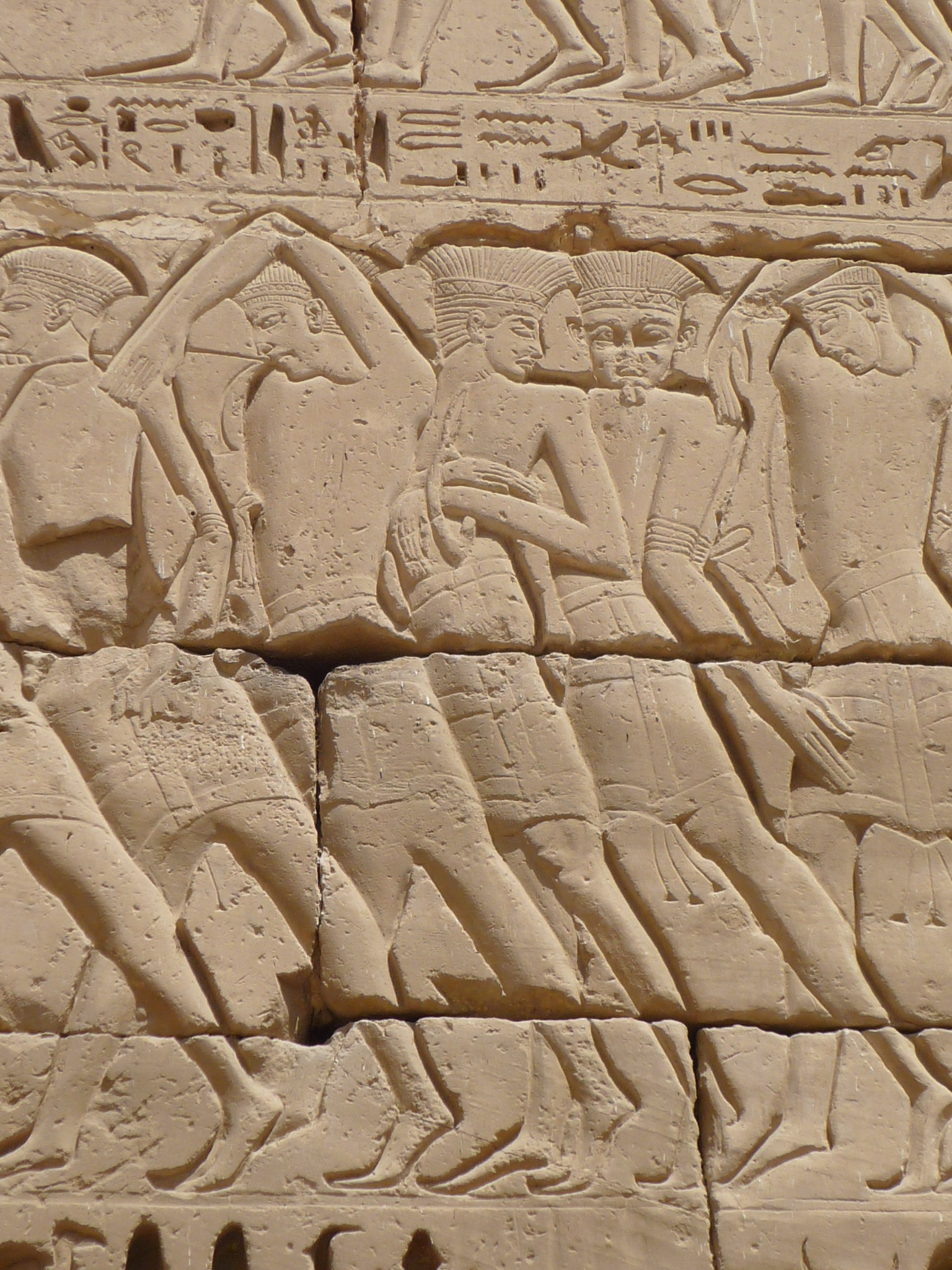
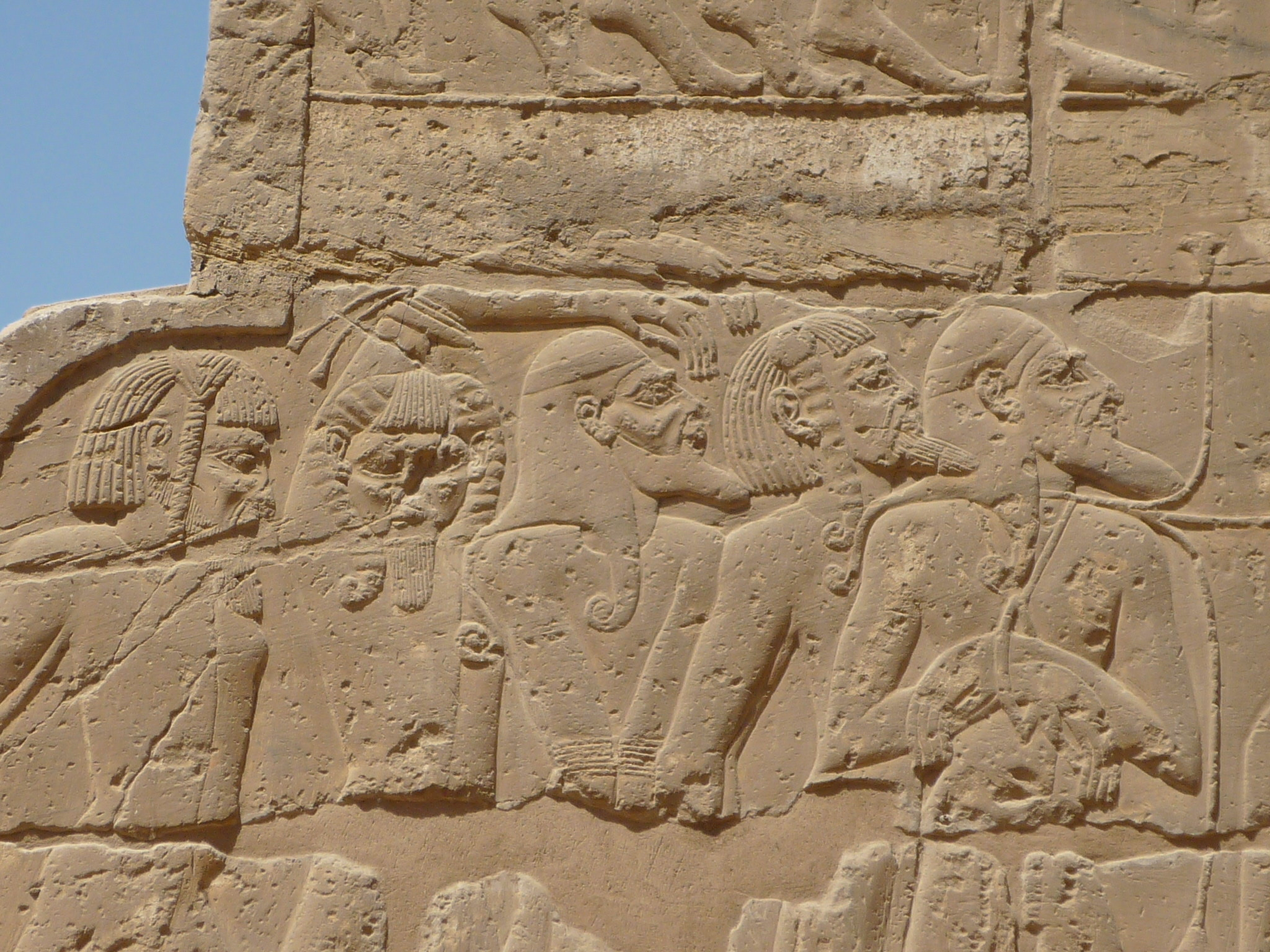
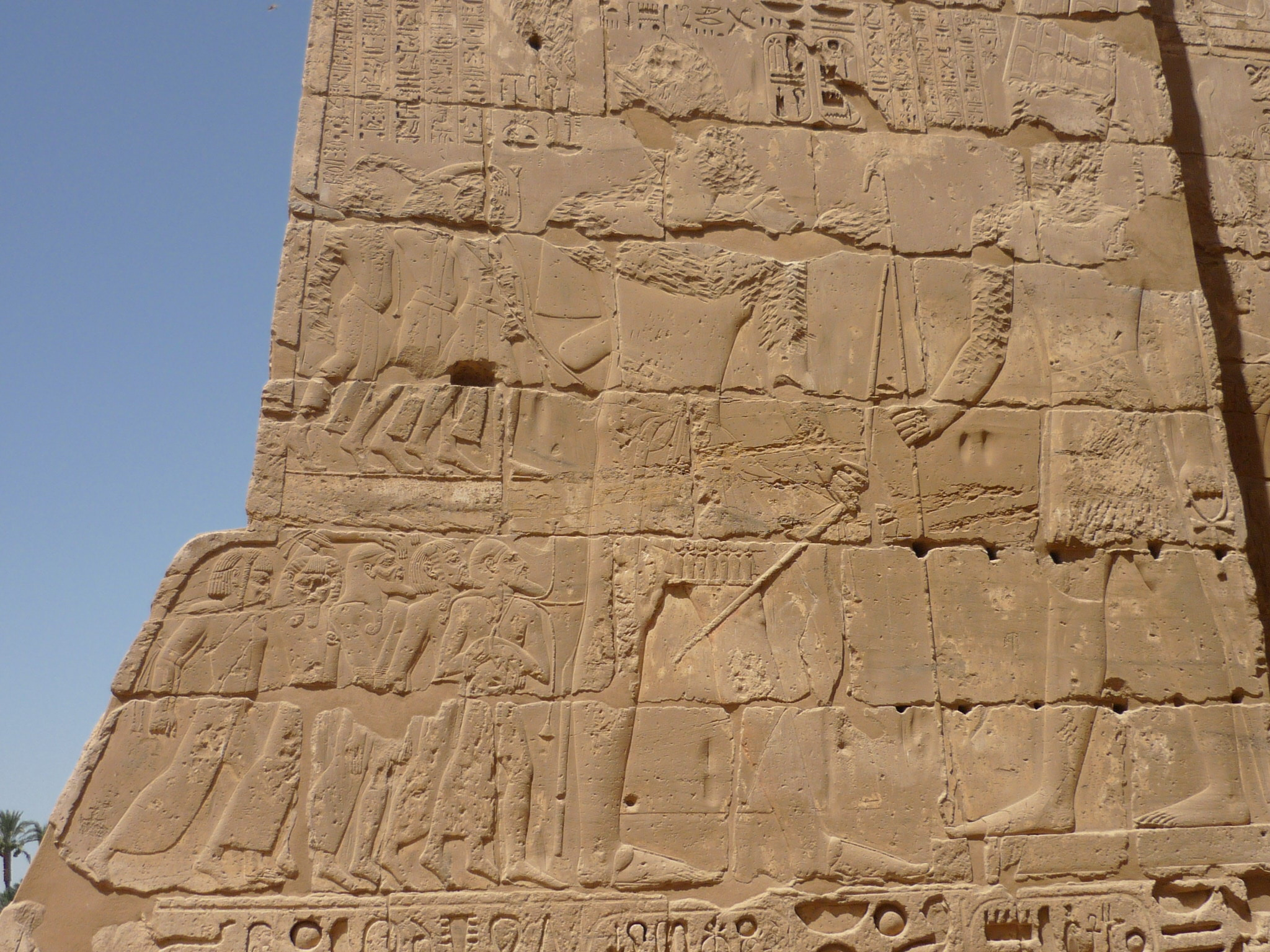

## Invenții, descoperiri

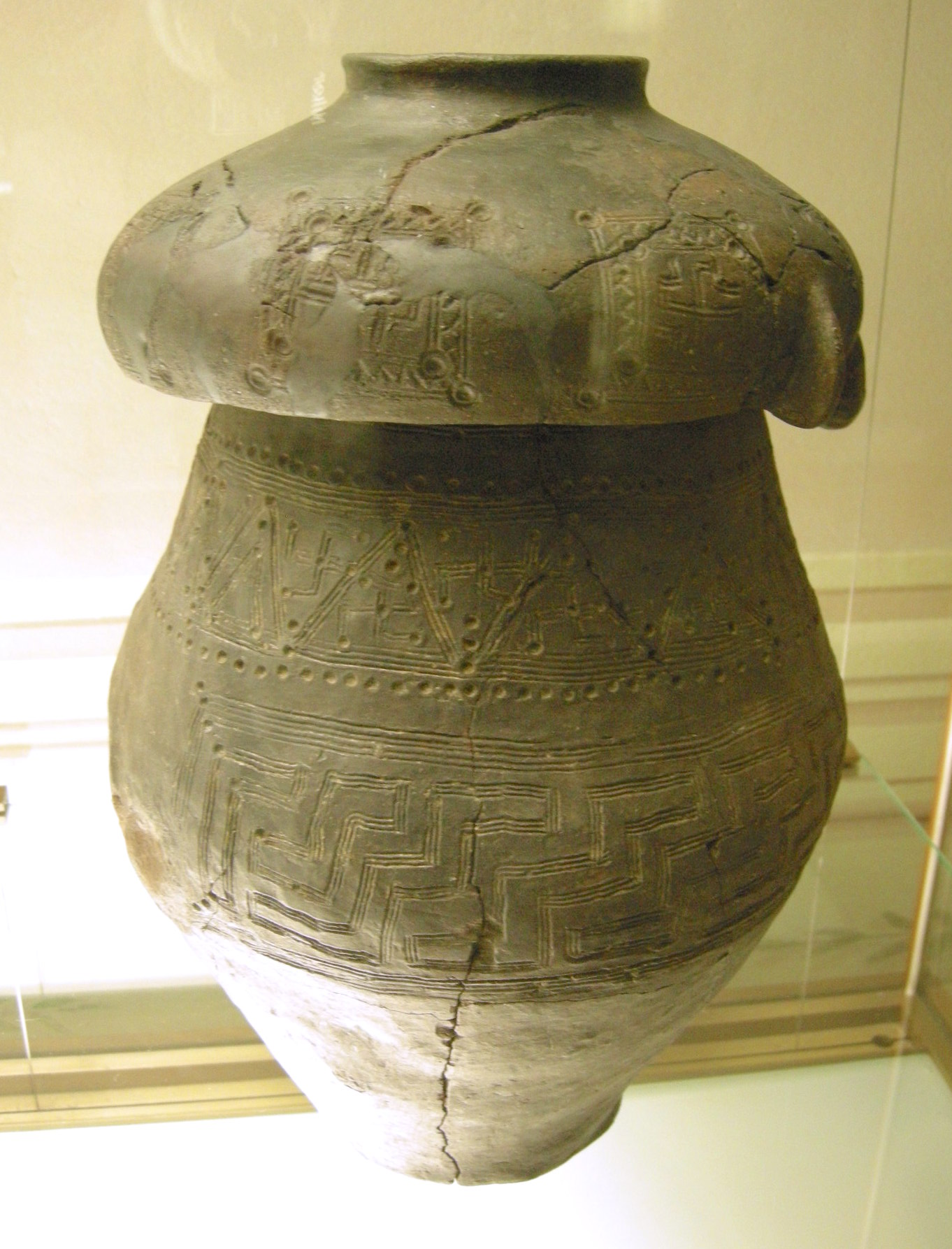
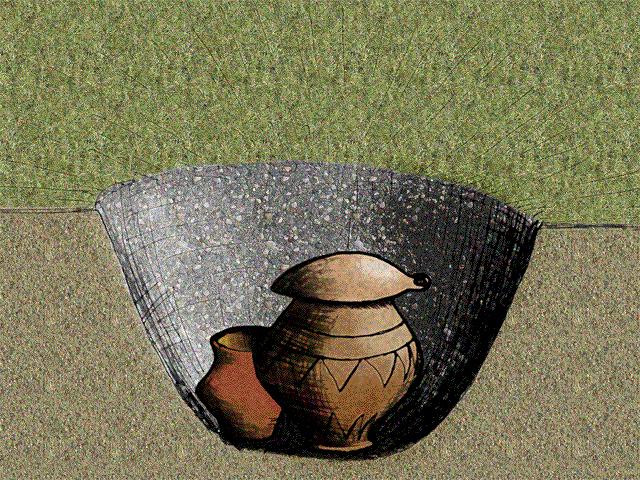

- 1200 î.Hr. : dezvoltarea metalurgiei fierului în Grecia și în bazinul oriental al Mediteranei
- 1200 î.Hr. - 1100 î.Hr. : civilizația câmpurilor de urne în Europa centrală
- ziguratul în Ur
- generalizarea folosirii bronzului în Egipt

## Decenii
| Anii 1190 î.Hr. | Anii 1180 î.Hr. | Anii 1170 î.Hr. | Anii 1160 î.Hr. | Anii 1150 î.Hr. | Anii 1140 î.Hr. | Anii 1130 î.Hr. | Anii 1120 î.Hr. | Anii 1110 î.Hr. | Anii 1100 î.Hr. |